# Sal común

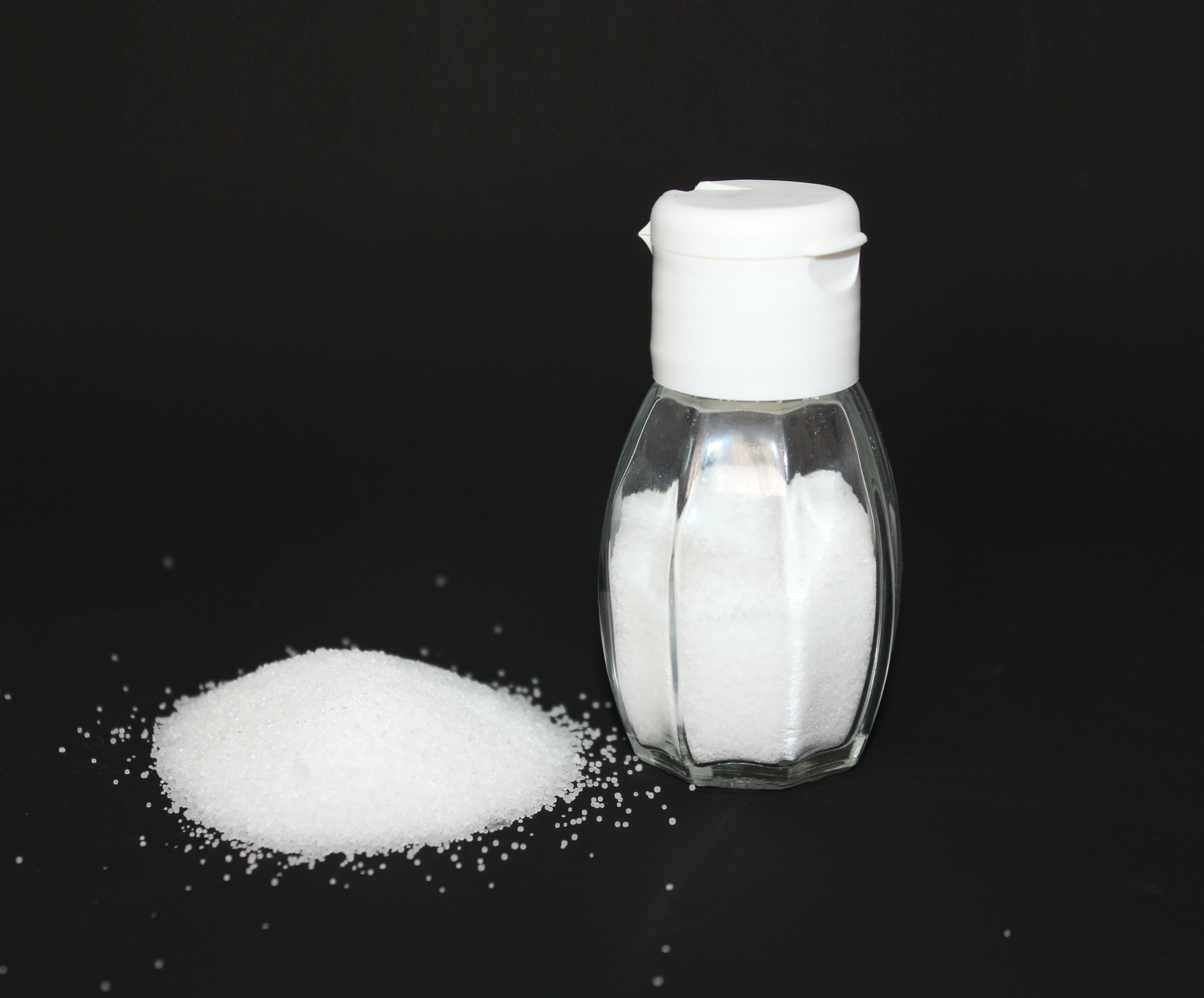
Sal y salero.

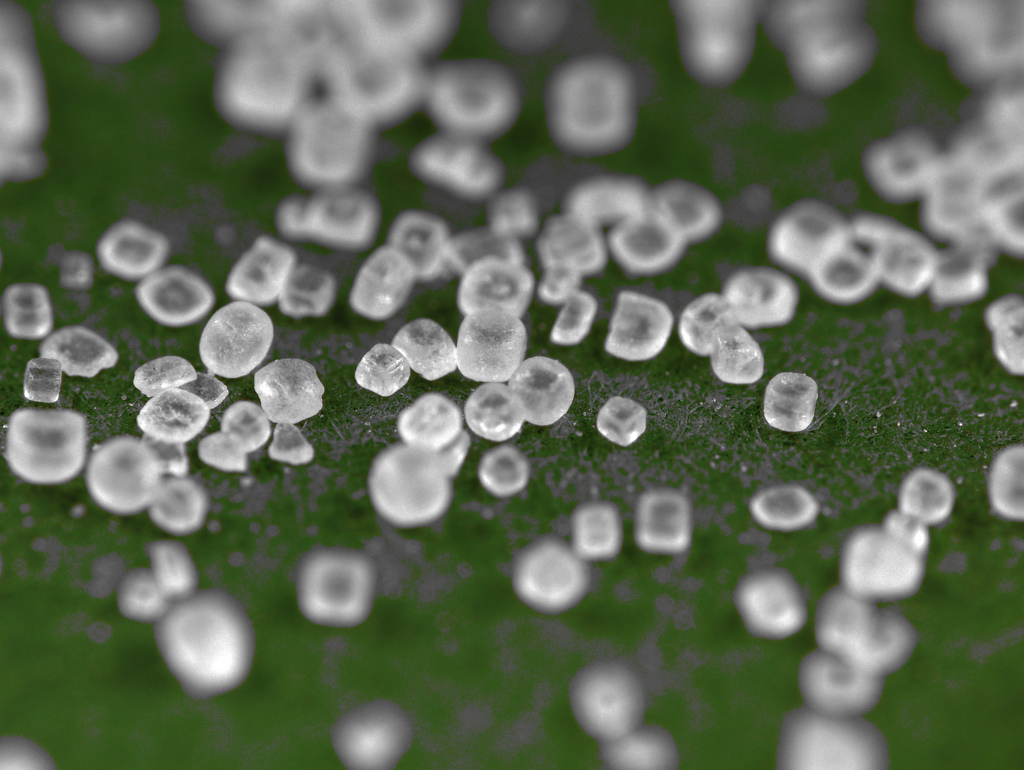
Acercamiento de cristales de sal refinada. Esta sal se extrae de vaporizadores al vacío; esa es la razón por la que los granos son de igual tamaño.

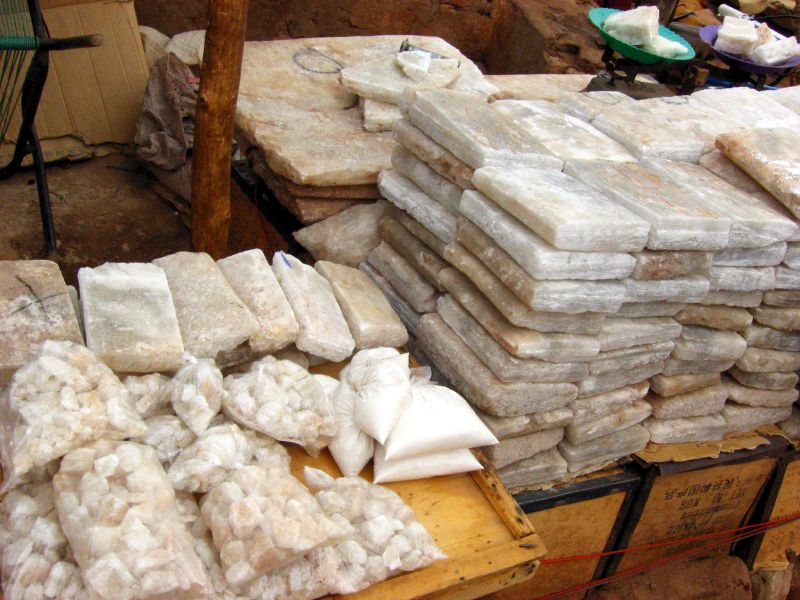
Mercado de sal en Mopti, Malí.

La sal común o sal de mesa, conocida popularmente como sal es un tipo de sal denominada cloruro de sodio (o cloruro sódico), cuya fórmula química es NaCl. Existen tres tipos de sal común, según su procedencia: la sal marina y la de manantial, que se obtienen por evaporación; la sal gema, que procede de la extracción minera de una roca mineral denominada halita, y la sal vegetal, que se obtiene por concentración, al hervir una planta gramínea (método también utilizado para la obtención de azúcar a partir de otra planta gramínea) que crece en el desierto de Kalahari.
La sal proporciona a los alimentos uno de los sabores básicos, el salado, que es posible percibir debido a que la lengua tiene receptores específicos para su detección. El consumo de la sal modifica el comportamiento frente a los alimentos, ya que es un generador del apetito y estimula su ingesta.
Se emplea fundamentalmente en dos áreas: como condimento de algunos platos y como conservante en los salazones de carnes y pescado (incluso de algunas verduras), así como en la elaboración de ciertos encurtidos.
Desde el siglo XIX, el uso industrial de la sal se ha diversificado e interviene en multitud de procesos, como por ejemplo en la industria del papel (hidróxido de sodio -NaOH-), la elaboración de cosméticos, la industria química, etcétera. En el siglo XXI, la producción mundial de sal total destinada a consumo humano no alcanza el 25 por ciento de la producción total.
La sal es la única roca que es comestible para el ser humano, y es posiblemente el condimento más antiguo. Su importancia para la vida es tal que ha marcado el desarrollo de la historia en muchas ocasiones, y sigue moviendo las economías y es objeto de impuestos, monopolios, guerras, etcétera. Fue incluso un tipo de moneda. El valor que tuvo en la antigüedad se redujo desde que comenzó a disminuir su demanda mundial para el consumo humano, debido en parte a la mejora en su producción y a la conciencia mundial que ha generado la posible relación que posee con la aparición de la hipertensión.
En el siglo XXI, las dietas procuran incluir menos sal en sus composiciones, y los nuevos sistemas de conservación (pasteurizados, refrigerados y congelados, alimentos envasados al vacío, etcétera) permiten evitar por completo el empleo de la salazón sobre los alimentos.
La sal es un condimento barato y que puede conseguirse fácilmente en cualquier tienda o supermercado. El consumidor la encuentra en tres formatos: fina, gorda o en forma de copos (esta última suele utilizarse en la alta cocina). Se comercializa también de dos tipos: como sal refinada (llamada también sal fina o sal de mesa), la más habitual, en forma de cristales homogéneos y blancos, y como sal sin refinar (llamada sal marina, sal de mar —en Chile—, sal gruesa o sal de cocina), cuyos cristales pueden ser más irregulares y menos blancos.
Un número cada vez mayor de países la comercializan como un alimento funcional al que se le añade yodo para prevenir enfermedades locales, como el bocio, o flúor para prevenir la caries.

## Historia

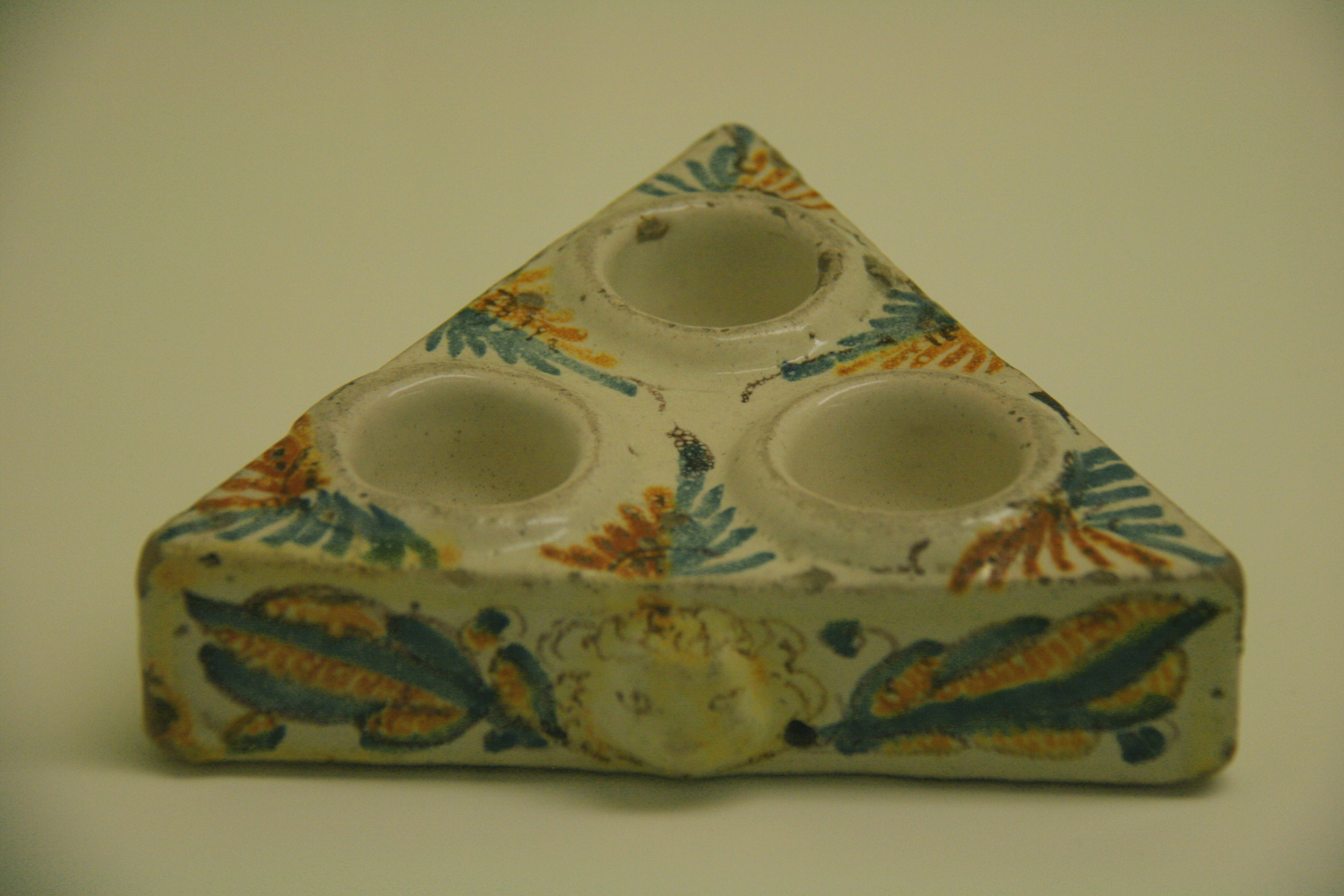
Salero de mesa.

### En los primeros asentamientos humanos
La ubicación de depósitos de sal tuvo especial relevancia en los emplazamientos definitivos de los asentamientos humanos primitivos, debido a que su consumo no solo es una necesidad humana, sino que permite además conservar los alimentos y prolongar su vida comestible. Una de las primeras culturas en las que se documentó el uso y la extracción de la sal es la china (desde el siglo XXVII a. C.).

### Las rutas de la sal
Durante el Imperio romano se crearon en Europa rutas específicas para facilitar el mercadeo de sal entre diversas regiones; por ejemplo, en Roma tiene origen una ruta destinada al transporte de sal, denominada Vía Salaria. Otros ejemplos pueden verse también en Alemania, con la Alte Salzstrasse, o en Francia, con la Route du Sel.

### La sal y las guerras
Los intereses existentes entre los mercaderes y los diferentes Estados han generado numerosas guerras para controlar no solo los depósitos salinos, sino también los mercados de la sal.

### La sal y las etimologías
La etimología de algunas palabras proporciona ejemplos claros de la importancia que tuvo la sal en la antigüedad. Por ejemplo, el término salario en castellano se derivan del latín salarium, que a su vez proviene de “sal” y tiene origen en la cantidad de sal que se le daba a un trabajador (en particular, a los legionarios romanos) para poder conservar sus alimentos (salarium argentum). La sal era importante en el Mediterráneo y se elaboraba una salsa de pescado en salazón muy popular denominada garum, cuya receta fue posteriormente olvidada en la culinaria occidental.

### La sal y los impuestos
Con el paso de los siglos, era tal la importancia del mercado de la sal que algunos gobiernos europeos lo convirtieron en un monopolio estatal e incluso cobraron impuestos. Un ejemplo de impuesto aplicado al consumo y a la comercialización de la sal se pudo ver en Francia, donde hasta el siglo XIX se percibía un impuesto sobre la sal denominado la gabelle: al tratarse de un alimento de primera necesidad, este impuesto era muy impopular, y una de las primeras medidas que se tomaron durante la Revolución francesa fue abolirlo, considerado casi uno de los detonantes de la misma. Sin embargo, pocos años después Napoleón recuperó el impuesto sobre la sal, que se mantuvo en vigor hasta 1945. Otra protesta relacionada con los impuestos sobre la sal se hizo en la India a mediados del siglo XX: la denominada Marcha de la sal fue protagonizada por Gandhi y posteriormente trajo la independencia de la India y de Pakistán respecto del imperio británico. En América, las culturas precolombinas comerciaban igualmente con la sal, y se sabe que los mayas la empleaban como moneda.

### En la colonización de América
Durante la conquista de América, los centros de producción de sal se convirtieron en uno de los objetivos primordiales a dominar. La colonización europea de América en el norte tuvo la intención de copar y generar nuevas fuentes de elaboración de sal. Las actividades pesqueras hicieron que la demanda de sal creciera en América y que fuese necesario buscar nuevos mercados para ampliar el comercio del pescado en salazón. Durante la independencia de los Estados Unidos la sal tuvo un papel fundamental para controlar las tropas de las "colonias rebeldes".

### Primeras manifestaciones contra el consumo excesivo
Al mismo tiempo, en el periodo que va desde el siglo XVII hasta el XX, fue creciendo el número de partidarios contra el consumo excesivo de la sal. Por ejemplo, en España el humanista Bernardino Gómez Miedes escribió en 1579 un tratado en tres volúmenes titulado Comentarios sobre la sal, la primera monografía publicada en Europa sobre el llamado "oro blanco" de la Edad Moderna, una auténtica enciclopedia científico-literaria sobre la sal.

### El informe COMA
La situación acerca de los beneficios y males del consumo excesivo de sal se fueron clarificando en el siglo XX, cuando en 1994 el COMA (Committee on Medical Aspects of Food and Nutrition Policy, Comité para la Vigilancia de Aspectos Nutricionales de los Alimentos) recomendó una dosis diaria por persona de 6 g.
El consumo mundial de sal en la alimentación se fue reduciendo durante el siglo XIX debido a las mejoras en los sistemas de refrigeración y congelación de alimentos, que relegaron a un segundo plano el uso de sal en la conservación de ciertos productos.

### Nuevas aplicaciones
A pesar de esta reducción en el consumo per cápita, el consumo global ha ido creciendo siempre con el crecimiento de la población, así como la aparición de nuevas necesidades y aplicaciones de la sal, como es el caso de su empleo en el deshielo de carreteras y de calles urbanas.[cita requerida]

## Propiedades

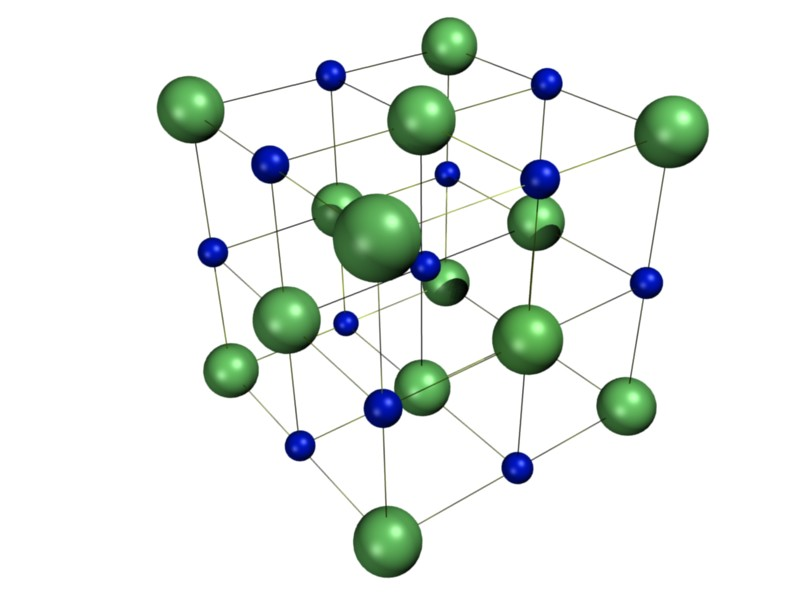
Estructura cristalina cúbica de la sal (cada nodo de la red es alternativamente un átomo de sodio o de cloro).

La sal es un compuesto iónico formado por una combinación de iones de Cl– y Na+, acomodados en una estructura cristalina con forma de sistema cúbico. El cloruro de sodio (NaCl) posee el mismo número de átomos de cloro que de sodio y el enlace químico que los une está clasificado como iónico existente entre los iones: un catión de sodio (Na+) y un anión de cloro (Cl–), de tal forma que la fórmula empírica NaCl se compone de la siguiente forma:
Na + Cl → Na+ + Cl− → NaCl
La estructura cristalina formada por los dos iones posee menos energía que los iones separados, y ésta es una garantía de estabilidad. El NaCl posee una estructura cristalina cúbica tan sencilla que puede encontrarse habitualmente en los libros de cristalografía como un ejemplo ilustrado sencillo y pedagógico de red cúbica. Se pueden hacer crecer cristales salinos en el laboratorio (un proceso válido para este fin es el método Bridgman-Stockbarger).
La sal pura posee cerca de 60,66 % de peso de cloro elemental y un 39,34 % de sodio (a veces aparece aproximado como un 60-40). La sal posee entre sus propiedades físicas una solubilidad de 35,7 g/100 ml a 0 °C. La sal posee, no obstante, una solubilidad final diferente en función del tamaño de su cristal; por ejemplo, los cristales 'granulares' tardan en disolverse más tiempo que los finos o que los cristales en forma de copos (un ejemplo es la sal maldon); este efecto puede notarse en la cocina. La velocidad de solubilización hace que las diferentes sales se apliquen en diferentes instantes de la preparación de los alimentos; por ejemplo, las sales más solubles se emplean durante la cocción, las menos solubles en las etapas previas a ser servidos a los comensales. El punto de ebullición de los líquidos (disolvente) se incrementa al disolver sal en ellos (al igual que el azúcar), de la misma forma el punto de congelación se reduce, y es por esta razón por la que los alimentos cocinados en salmueras se hacen en menos tiempo.
La sal pura no posee propiedades higroscópicas, y cuando las posee, estas propiedades físicas se deben a la presencia de trazas de cloruro de magnesio o de otras impurezas.
La denominación genérica que se hace de la sal se aplica a substancias que contienen diferentes concentraciones principales de cloruro sódico. La concentración depende en gran medida de la forma que se procesó la sal. La sal extraída de los evaporadores de vacío es la sal que mayor concentración de NaCl posee (alcanza porcentajes de hasta un 99 % de peso en cloruro). Existen otros elementos incluidos en la sal que poseen concentraciones menores (se suelen denominar oligoelementos) como puede ser: cobre (2 mg/kg), plomo (2 mg/kg), arsénico (0,5 mg/kg), cadmio (0,5 mg/kg), etcétera. Algunas cualidades físicas de las sales se miden con instrumentos analíticos específicos, como en el caso de la gravedad específica que se pueden medir con un salímetro. Las sales marinas suelen ser más ricas en sulfato de magnesio (MgSO4•7H2O) y poseen también algunas trazas de yodo así como materiales micro-orgánicos. Por el contrario, las sales minerales (o procedentes de minas) pueden contener anhidrita, yeso o glauberita.
La sal pura es inodora, a veces se aromatiza con ciertas especias para lograr un mejor efecto de condimentación o de salazón (de esta forma se obtiene la sal condimentada, conocida en Venezuela con el nombre de adobo). De la misma forma, los cristales de sal son incoloros e inodoros. La presencia de colores en algunos casos se debe a la presencia de minerales de la arcilla, que dan color rosa, como en el caso de la sal procedente de Pakistán, del Himalaya o de Cardona (Barcelona) o a trazas de elementos distintos del cloro y del sodio dentro de la red cristalina de la sal, que producen el color por el mecanismo conocido como centros de color o centros F. Este mecanismo produce el color azul o violeta en ejemplares procedentes de la mina de Remolinos, en Zaragoza (España). En algunos casos, el color en la sal proviene de las impurezas orgánicas introducidas durante su elaboración; por ejemplo, en el caso de la sal negra (kala namak, en la India) o la sal ahumada, que retiene los colores adquiridos durante el proceso de evaporación de las salmueras mediante fuegos elaborados con la combustión de material orgánico diverso. También se puede colorear artificialmente con carbón vegetal (E-153), como en algunos tipos de sal de Hawai. Los granos de sal miden entre 0,7 mm y 3,2 mm de diámetro. En el caso de la «sal gorda» o «sal de deshielo», pueden llegar a los 18 mm.
La adición de sal a los alimentos les proporciona un sabor salado pero además debe tenerse en cuenta también la capacidad de reforzador de otros aromas y sabores (siempre que se use en pequeñas cantidades). Empleada como condimento en algunos alimentos, la sal puede mitigar ligeramente el sabor ácido.
No está comprobado que los niños y las personas maduras son capaces de reconocer el sabor salado en salmueras de concentración de 0,05 % de sal (una cucharada por cada 10 litros), y este porcentaje es doble para las personas de más de 60 años.

## Obtención de la sal

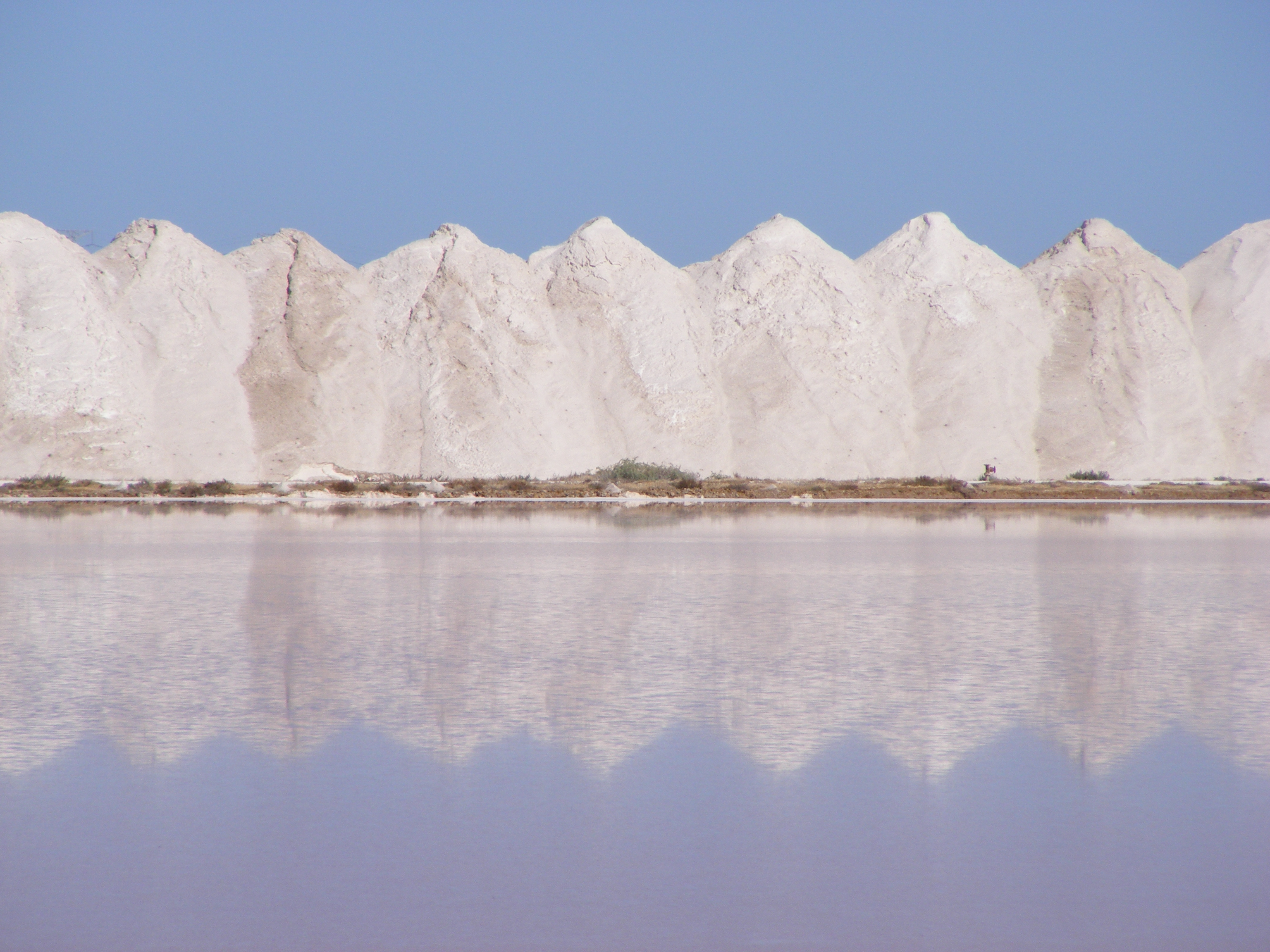
Montañas de sal en las salinas de Dry Creek, Adelaida, Sur de Australia.

La sal se suele obtener mediante diferentes medios, por regla general se pretende separar por:
- Evaporación de una salmuera: Se fundamenta en una evaporación de una disolución salina cada vez más concentrada hasta que la sal precipita al fondo. Para lograr la evaporación se suelen emplear medios naturales como la evaporación solar, o bien artificiales como puede ser la cocción en sartenes especiales (como en el caso del briquetage). El agua marina es una fuente inagotable de sal ya que aproximadamente 2,7 % (en peso) es NaCl, o dicho de otra forma 78 millones de toneladas métricas por kilómetro cúbico de agua marina, lo que proporciona a este método una forma barata e inagotable de sal.
- Pulverización de un mineral: La sal se obtiene de minerales extraídos de salares o minas de poca o mediana profundidad. A dicho mineral se le denomina halita y se suele extraer en dos formas: lodo salino o en forma de roca-mineral. Algunos de los minerales pueden extraerse directamente de antiguos lagos salinos desecados, o salares, que están en la superficie, uno de los más antiguos y más grandes sobre la tierra es el Salar de Uyuni en Bolivia. Las rocas extraídas se suelen pulverizar por medios mecánicos.

Históricamente la explotación de sal se ha realizado dependiendo la disponibilidad y facilidad de extracción de sal en los lugares, por ejemplo en China es tradicional en la comarca de Shanxi extraer la sal de minas, mientras que en las zonas costeras del mediterráneo o del atlántico es frecuente emplear el agua marina y de los manantiales de agua salada (cursos subterráneos que atraviesan depósitos de sal) y evaporarla al sol en lo que se denominan salinas. Algunas de las actividades de extracción de sal en las salinas es considerado por algunos autores como una actividad preagricultural debido a la dependencia estacional de algunas de las actividades de recolección.
La forma final de los cristales indica al consumidor los métodos empleados en la elaboración de la sal, por ejemplo los cristales cúbicos de fino tamaño y regulares indican por regla general un proceso de evaporación rápido, mientras que los cristales de sal con formas triangulares (o en forma de copo de nieve) indican un proceso de evaporación lento.

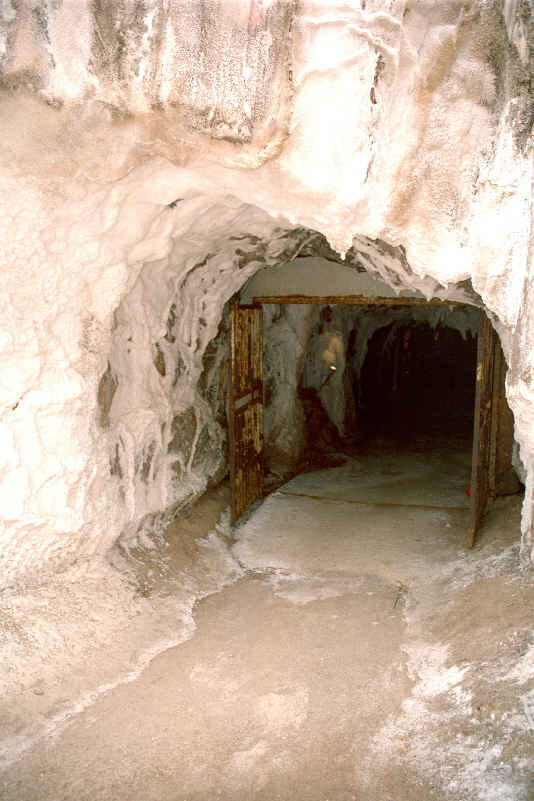
Mina de sal en Cardona (Barcelona).

### Salinas
La actividad de extraer sal del agua del mar mediante evaporación data de la época del neolítico.
El sistema es sencillo y comienza cuando en las salinas el agua salada de mar o de manantial salado se conduce por una red de canales o acueductos hasta unas plataformas horizontales construidas en el propio terreno, o con madera y piedra, si el desnivel del terreno lo requiere. Tales áreas de evaporización del agua marina se denominan granjas, y en ellas el agua se reparte en parcelas rectangulares o eras. La profundidad de las eras suele oscilar entre los 15 y los 20 centímetros. La evaporación de la salmuera va concentrando la salmuera por regla general en tres gradientes de salinidad: bajo (70-30 g/l), medio (140-70 g/l) y alto (>150 g/l) hasta que la sal precipita en forma de cristales dejándola lista para su posterior recolección y secado. La sal puede secarse por efecto del sol y del aire, o en unos depósitos protegidos de la lluvia, llamados terrazos. Estos terrazos (dependiendo de la salinidad) pueden desarrollar cultivos de cianobacterias que muestran colores que pueden oscilar entre el azul y el violeta.
Las salinas se pueden categorizar dependiendo de sus procedimientos en salinas artesanales o industriales. Algunos lugares como las costas atlánticas europeas o el mediterráneo son prolíficos en salinas, contabilizando estas últimas más de 170, de las cuales el 77 % se encuentran repartidas entre España, Portugal, Italia, Francia y Grecia. Aproximadamente la mitad de la producción mundial de sal proviene de las salinas marítimas.

### Manantiales

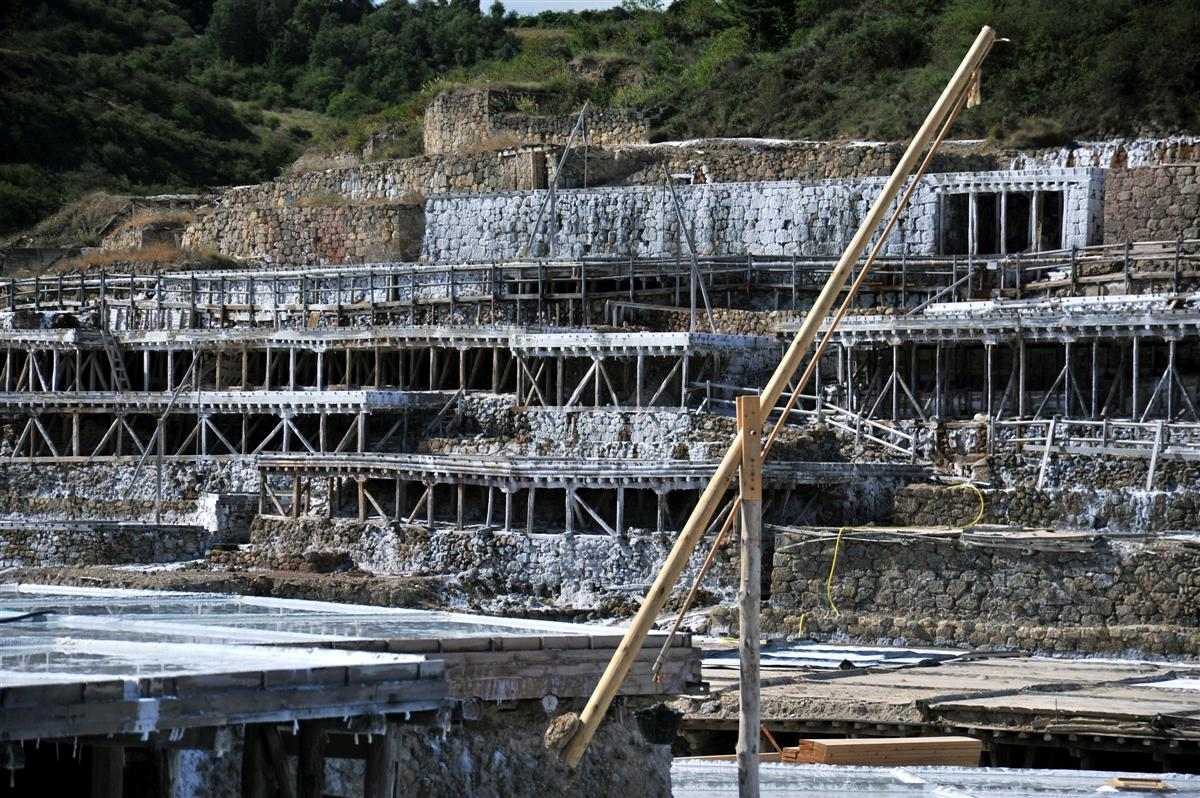
Salina de manantial del Valle Salado de Añana (España).

En el caso de los manantiales, si su caudal era escaso, incluso se introducía o bombeaba agua a su interior desde otros caudales o piscinas, con el fin de aumentar la producción. La sal obtenida en manantiales o en minas a veces se mostraba en una apariencia de lodo salino que solía recogerse en recipientes cóncavos para ser puestos directamente al fuego, esta operación de evaporación forzada es muy habitual en los lugares donde el clima no favorece la evaporación natural. Algunos autores mencionan que a la actividad de evaporar las salmueras y transportarlas empleando un único recipiente de barro se le denominaba «briquetage de la seille».

### Minas y salares

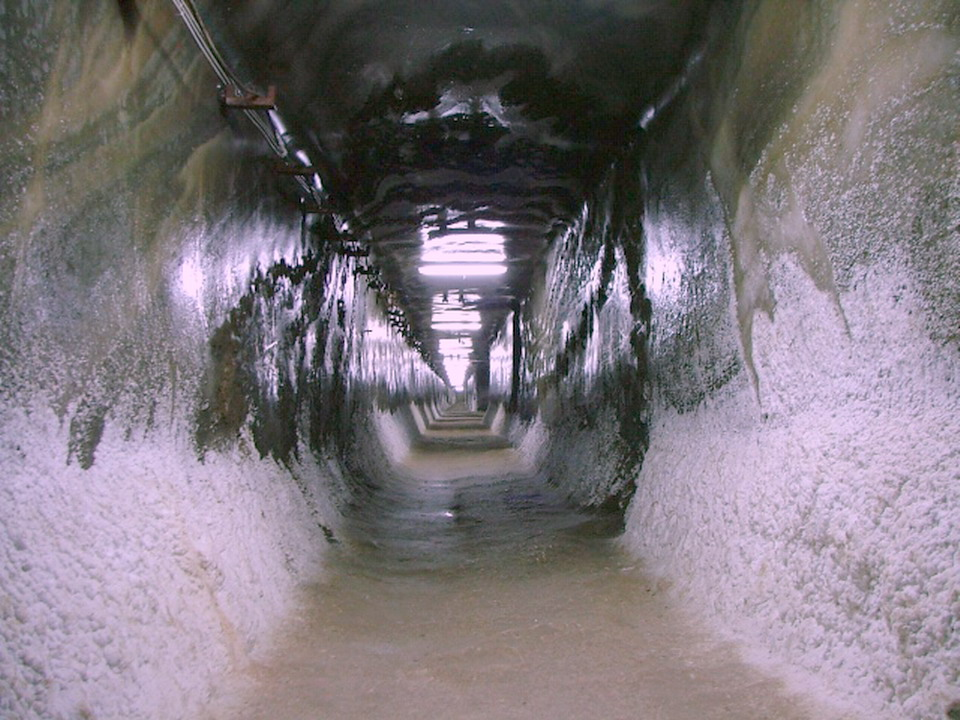
Galería de la Salina Turda en Rumania.

Se trata de una actividad minera que se realiza de dos formas posibles: se extrae el mineral y se pulveriza hasta lograr el aspecto deseado, o se bombea agua y se disuelve con los minerales extrayendo una especie de lodo-salmuera que luego se deseca por evaporación. Los métodos empleados dependen en gran medida de las características geológicas de los depósitos salinos. La sal proveniente de las minas se ha denominado desde antiguo como el «oro blanco».
Es fácil determinar por estimación las reservas de sal que existen en el mar, se sabe que el agua marina suele tener de media una concentración entre 35 a 36 g de sal por litro, esto hace que se pueda estimar unos siete millones de kilómetros cúbicos de sal marina, sin embargo es difícil averiguar el volumen de sal procedente de las minas y salares en la tierra. En algunos lugares de la tierra como puede ser en Wieliczka (Polonia) y en Estados Unidos puede ser obtenida sin necesidad de purificación. En una mina de sal suelen elevarse paredes de 7,5 metros.
A veces se puede extraer la sal de los domos salinos existentes en las geografías de ciertos lugares.
La sal puede aparecer en forma de montañas como es el caso de las montañas de las ciudades Turda y Slănic (Rumania), en muchos casos los depósitos de sal pudieron haber sido antiguos mares desecados. Una de las minas más grandes del mundo se encuentra en Polonia en Wieliczka. En la Edad Media la sal procedente de minas era completamente blanca, mientras que la procedente de salinas era de color gris y esto era tomado popularmente como un signo de distinción, es por esta razón por la que algunos libros como Le viandier de Taillevent mencionan recetas de blanqueo de sal. Es posible obtener la sal igualmente de glaciares salinos, como los que existen cerca de los montes Zagros (Irán), donde la sal —a causa de la gravedad terrestre— se acumuló en las laderas de los montes, provocando un fenómeno similar a los glaciares de hielo.

### Medios industriales
Con el advenimiento de la revolución industrial pronto aparecieron diversos sistemas de conservación de los alimentos mediante técnicas de refrigeración y congelación, y estos avances hicieron que la demanda de sal para el consumo humano cayera. No obstante aparecieron otras técnicas de elaboración de sal mediante evaporadores al vacío capaces de cristalizar y depositar mediante alta concentración.
El antecesor de esos métodos apareció en Estados Unidos a principios del siglo XX, y solo recurría parcialmente a la técnica del vacío. Es el denominado proceso Alberger, patentado por Charles L. Weil en 1915, que produce sales con un contenido de sodio mucho menor y es muy requerido por la industria de alimentación. Pero la primera empresa en emplear los evaporadores fue Morton Co. a mediados del siglo XX. Por regla general una factoría de evaporación al vacío consta de uno o varios depósitos cilíndricos verticales, cerrados y de fondo cónico, denominados "tachos". Cada uno de estos depósitos dispone de una cámara de vapor, la "calandria", sumergida por completo en la salmuera que se ha de evaporar.
El principio de los evaporadores al vacío es muy simple, se baja la presión atmosférica de la muestra hasta que la temperatura de ebullición baja a temperatura ambiente, en ese momento la salmuera se pone a hervir y la concentración de sal aumenta debido a la evaporación. Las operaciones de evaporación se hacen en unos recipientes acondicionados para que sea posible la producción continua de sal. Los granos de sal obtenidos por este método son muy regulares y finos, los índices de humedad obtenidos pueden llegar a 0,05 % (o incluso menos). La producción de algunas sales mediante los procesos de evaporación al vacío permiten cumplir normas DIN-EN ISO 9001 así como HACCP.

## Producción por países

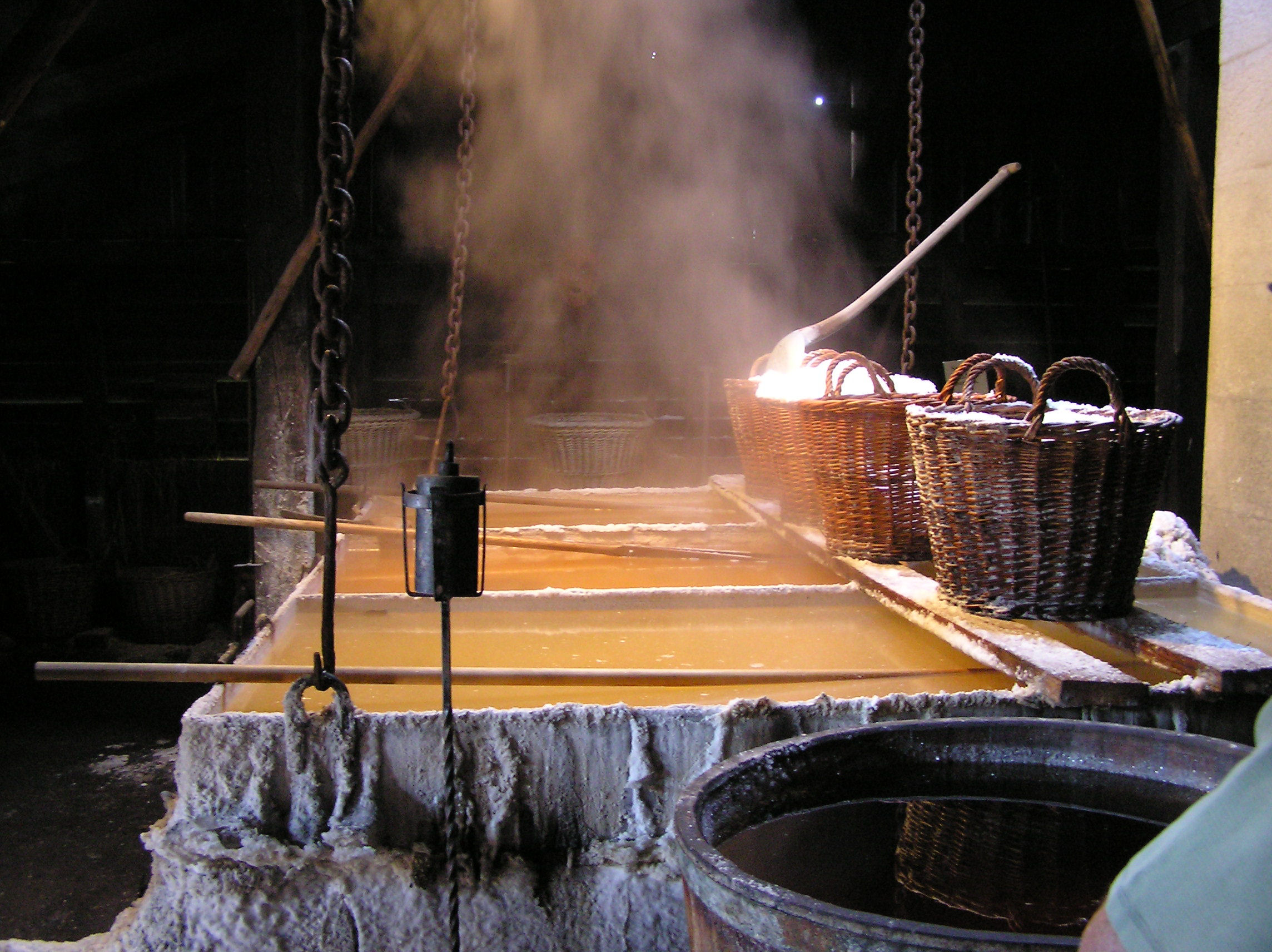
Sartenes de evaporación en las salinas de Læsø (Dinamarca). Las técnicas de evaporación se deben apoyar en estas latitudes en fuentes externas de calor.

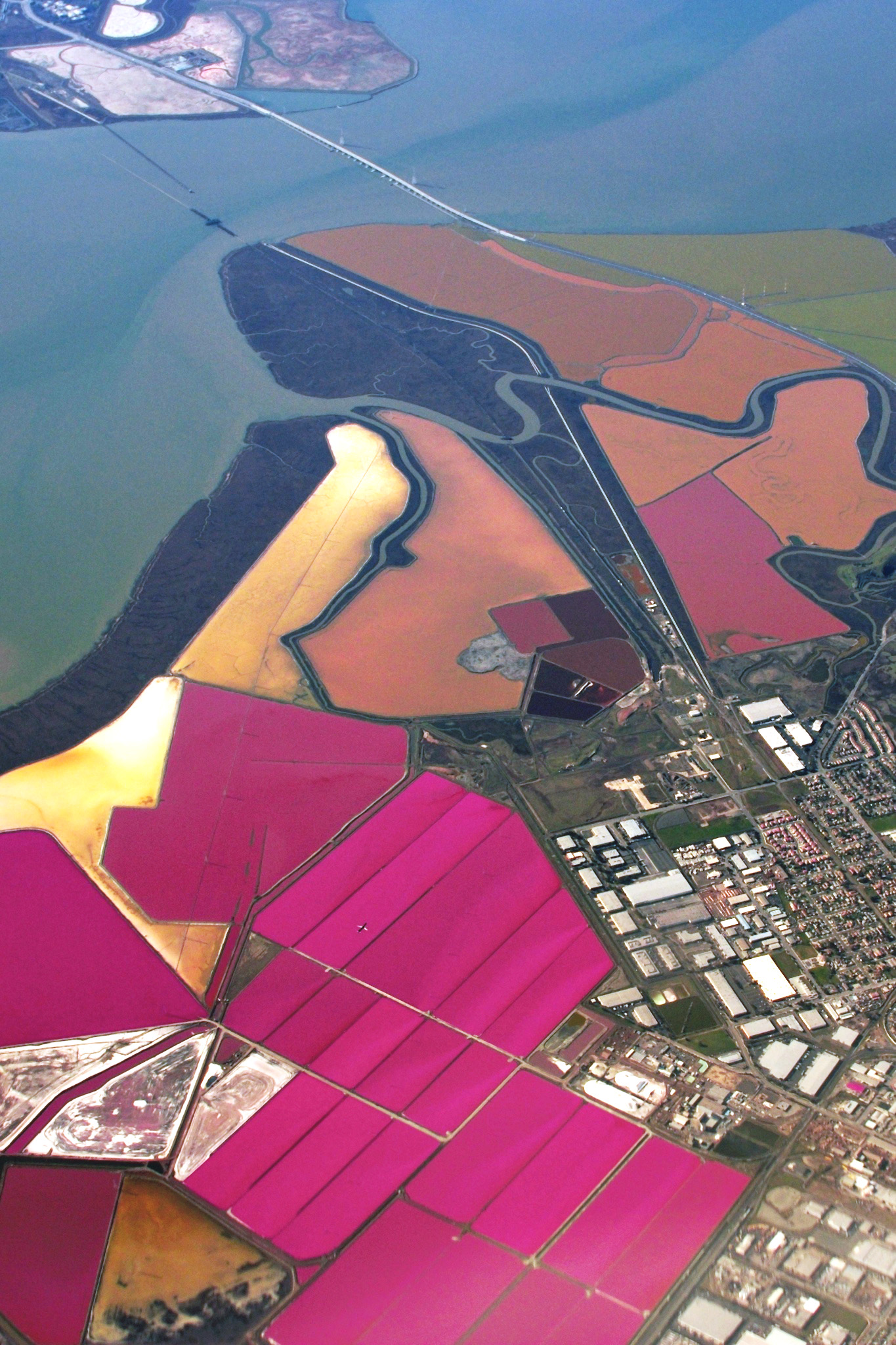
Salinas coloreadas en una vista satelital de San Francisco.

### En Europa
- En Alemania y Austria los topónimos que empiezan en Salz- (o en alemán antiguo Hall-) son, o han sido lugares de producción de sal.[32] Ejemplos son: Halle (Saale), Bad Reichenhall, Hallein, Hallstatt donde se localizan las minas de sal más antiguas del mundo, Hall in Tirol, Schwäbisch Hall, Salzburgo, Salzgitter, Hansestadt Salzwedel, Bad Salzuflen, Bad Salzdetfurth, Bad Salzelmen, Salzkotten, Schweizerhalle y Bad Salzschlirf. Fue conocido en la Edad Media el mercado de sal de Luneburgo.
- En España los yacimientos de sal de mina más importantes están situados en Cardona (Barcelona), que fue explotado por minería de interior y actualmente no se explota pero se mantiene en parte para uso turístico, y en Remolinos (Zaragoza), que todavía está en actividad obteniendo fundamentalmente sal destinada al deshielo de carreteras.[33] En Cabezón de la Sal (Cantabria),  Jumilla (Murcia) y en el Cabezo de la Sal de Pinoso (Alicante), se extrae sal por disolución profunda y evaporación de las salmueras. El Cabezo de la Sal es uno de los diapiros halocinéticos más importantes de Europa. La salmuera obtenido por disolución profunda se envía por tubería hasta las salinas de Torrevieja.[33] A lo largo de todo el litoral español y debido a las excelentes condiciones meteorológicas del litoral mediterráneo para la evaporación del agua del mar, existen numerosas salinas marinas. De norte a sur, encontramos las salinas de la Trinidad, situadas en el corazón del parque natural del Delta del Ebro, en Alicante las salinas de Torrevieja (de las que se extrae casi la mitad de la producción española) y las Santa Pola, y en Murcia las San Pedro del Pinatar. En las Islas Baleares podemos encontrar las salinas del municipio mallorquín de Las Salinas, así como las salinas ubicadas en las islas de Ibiza y Formentera, en el parque natural de las Salinas. En la costa atlántica, otra zona de importantes salinas se encuentra en las marismas costeras del Parque natural de la Bahía de Cádiz, en el estuario de la desembocadura del río Guadalete, que abarca a varios pueblos de alrededor (El Puerto de Santa María, San Fernando, Puerto Real y Chiclana de la Frontera) y parque natural de Doñana en el municipio de Sanlúcar de Barrameda, donde desemboca el Guadalquivir. En España existen pocas salinas de manantial que se tratan de salinas de interior y que fueron abandonadas durante el siglo XX, siendo las más importantes las Salinas de Añana (Álava), declarada monumento histórico,  las de Poza de la Sal (Burgos) y las de Peralta de la Sal y las de Naval (Huesca).[34]
- En Francia la producción de sal francesa se reparte entre dos ámbitos marítimos. Por un lado la costa atlántica, con salinas artesanales que producen sales de alta calidad y prestigio como es el caso de Guérande, muy conocida en la alta cocina, la isla de Noirmoutier o la isla de Ré. Por otro lado, la costa mediterránea concentra la producción de sal marina industrial en La Camarga, como las salinas de Salin-de-Giraud, con algunas explotaciones artesanales. Aunque la mayoría de la producción proviene de salinas costeras, Francia posee una única mina de sal gema en Varangéville (Lorena).
- En Italia existen algunos centros de producción desde la época del Imperio romano, no obstante uno de los más conocidos se encuentra en la isla de Trapani (Sicilia).
- En Polonia son muy conocidas las minas de sal de Wieliczka.
- En Portugal la producción es esencialmente tradicional, dando una sal marina de alto valor gastronómico como en las salinas existentes en Aveiro (Bajo Voga), en el Algarve alrededor de Faro y Castromarín, y en Setúbal (Estremadura). La cultura de la sal está muy arraigada en las costas atlánticas, como lo ilustra un poema de Fernando Pessoa "Ó mar salgado, quanto do teu sal; São lágrimas de Portugal!" (Oh mar salado, cuanto de tu sal son lágrimas de Portugal!).[35]
- Es posible encontrar factorías de sal en Cheshire, Nantwich y Maldon (sal de Maldon muy empleada en la alta cocina).
- En Rumania es muy conocida la Salina Turda.
- En Rusia así como en otros pueblos eslavos es muy popular en tradiciones tan populares como el pan y sal. La sal suele provenir de extracciones mineras en Udech y Kolomyya, así como en Dnestr (Crimea), la sal obtenida por evaporación en salinas proviene de forma tradicional de algunas zonas del mar Blanco. Uno de los mercados de sal más importantes en Rusia es Nóvgorod.[36]

### En América

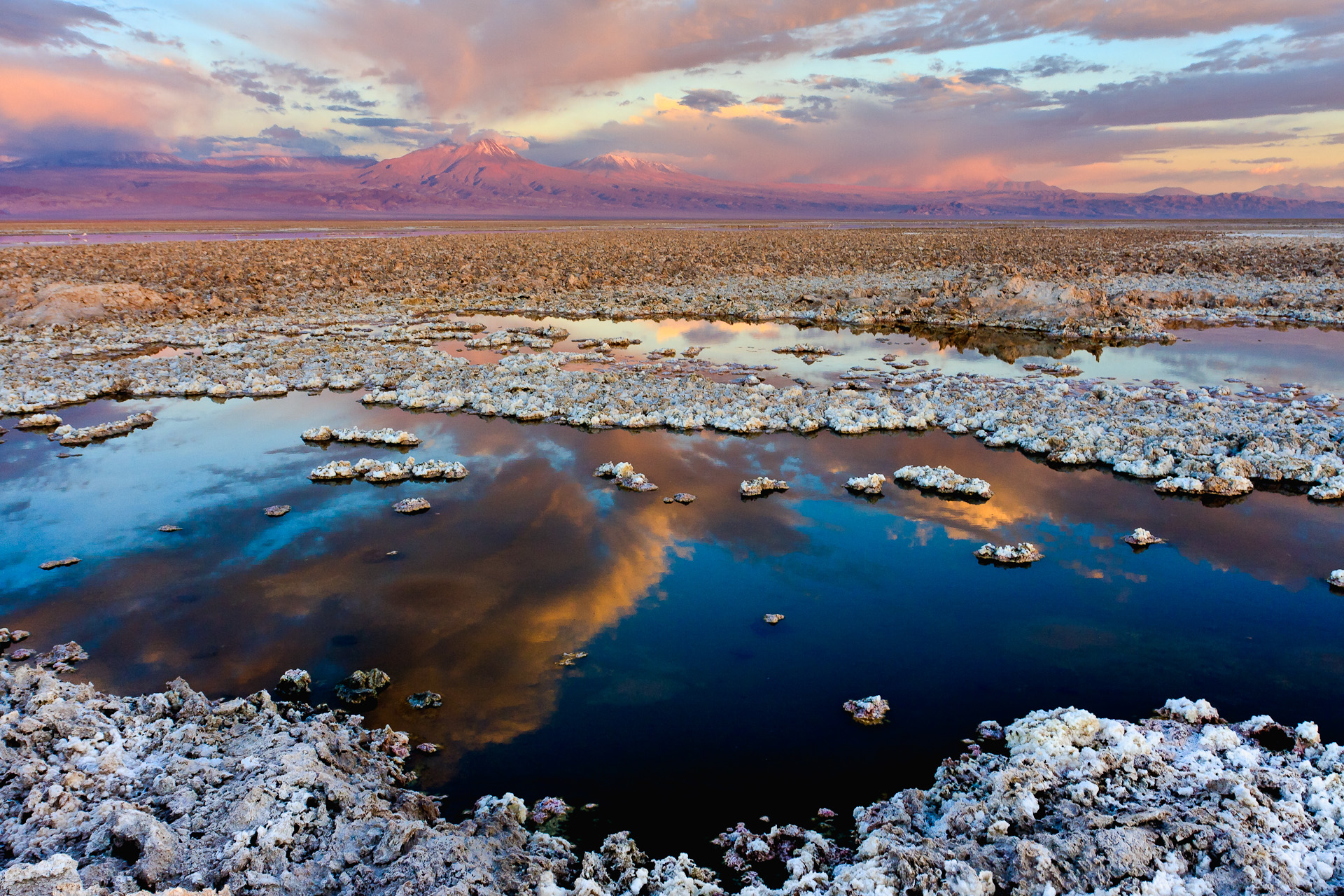
Salar de Atacama, al fondo el volcán Licancabur

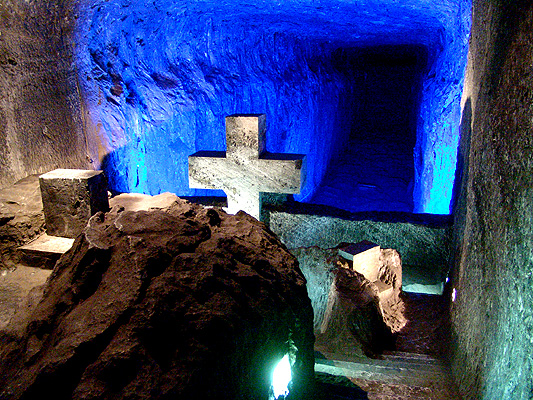
Catedral de Sal de Zipaquirá, en Colombia.

- El segundo mayor productor del mundo es Estados Unidos.[37]
- Canadá tiene producción de sal en Ontario, Quebec y Nuevo Brunswick.
- En Argentina el 50 % de la producción proviene de la provincia de La Pampa, el resto de la producción se reparte entre las salinas de San Luis y Buenos Aires.
- El mayor productor de sal en América del Sur es Brasil (en la región de Rio Grande do Norte y en Río de Janeiro, en la denominada Região dos Lagos), seguido de Chile y Colombia.
- En Bolivia la sal se obtiene de los salares de Coipasa y de Uyuni, siendo este último (a excepción de los océanos) el depósito de sal más grande del mundo.

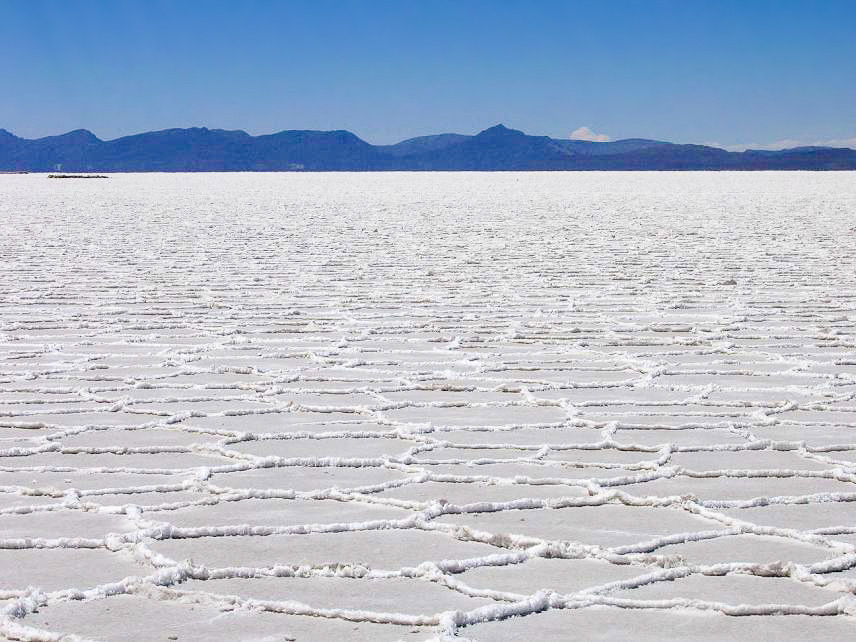
El Salar de Uyuni, en la región de Potosí, en Bolivia.

- En Chile, la sal se obtiene del salar de Tarapacá, siendo el principal centro de producción nacional la comuna de Iquique.
- En Colombia, los sitios con mayor producción es son Nemocón, Sesquilé y Zipaquirá donde se encuentra una catedral de sal, importante atractivo turístico y primera maravilla de Colombia. En Manaure, departamento de Guajira, está ubicada la mina de sal a cielo abierto más grande del mundo.
- En Ecuador se obtiene sal del océano Pacífico, que baña las principales playas costeras; se obtiene principalmente de la playa de Salinas. Ecuador es el quinto mayor productor de sal de América del Sur.
- En México se produce sal en Guerrero Negro (Baja California Sur) y en Yucatán.
- En Perú se produce sal en Maras en Cusco, la cual es una sal de color rosáceo de altísima calidad, pues tiene propiedades cicatrizantes, desinflamantes y es propicia para regular la presión arterial gracias a su baja concentración de cloruro de sodio.
- En Venezuela se produce sal en Araya, Estado Sucre, y en Los Olivitos, Estado Zulia.

### En Asia
En Asia el mayor productor de sal es China.China tuvo algunas zonas que fueron tradicionalmente productoras como es el caso de Zhongba. La producción de salazones en China es muy tradicional, un ejemplo es el jamón jinhua (popular en la ciudad de Jinhua). India posee en Panyab, en Guyarat, así como en el Rann de Kutch. En Vietnam se encuentran salinas marinas en Nha Trang. En Nepal en la llanura del Kagbeni (en las inmediaciones del río Gandaki). En la provincia de Samut Sakhon en Tailandia. En Japón el uso de la sal está muy reducido debido a la casi inexistencia de minas de sal y a la imposibilidad mediante el clima húmedo de instalar salinas en las regiones costeras, esta deficiencia hace que su gastronomía no posea una gran cantidad de usos salinos, no obstante es un gran importador de sal y uno de los primeros en aplicar los métodos artificiales de evaporación al vacío.
Los mongoles emplean la sal desde tiempos inmemoriales, poseen en su área inmuerables lagos de gran salinidad lo que permite abastecer sus ganados y a su gente con suficiente cantidad de sal, es tradicional por esa zona un té salado elaborado con rocas salinas molidas.

### En África
En África es muy necesaria la sal yodada debido a la gran cantidad de población afectada por las enfermedades causadas por deficiencia de yodo. Existe la paradoja de que pocos productores iodizan la sal debido a los costes que esto supone.
Se puede decir que los mayores productores son Senegal y Ghana (Gomoa).
En Sudán (donde es consumido junto con el tabaco).
Otros productores son Etiopía y Katanga. Los desiertos salados denominados sebkha (en árabe سبخة ‘llanura de sal’) son centros de recogida y procesamiento de sal en este continente. La minería de sal es una de las principales industrias de Botsuana y Kenia. Algunos centros históricos de comercio de la sal son N'Guigmi.

## Producción mundial

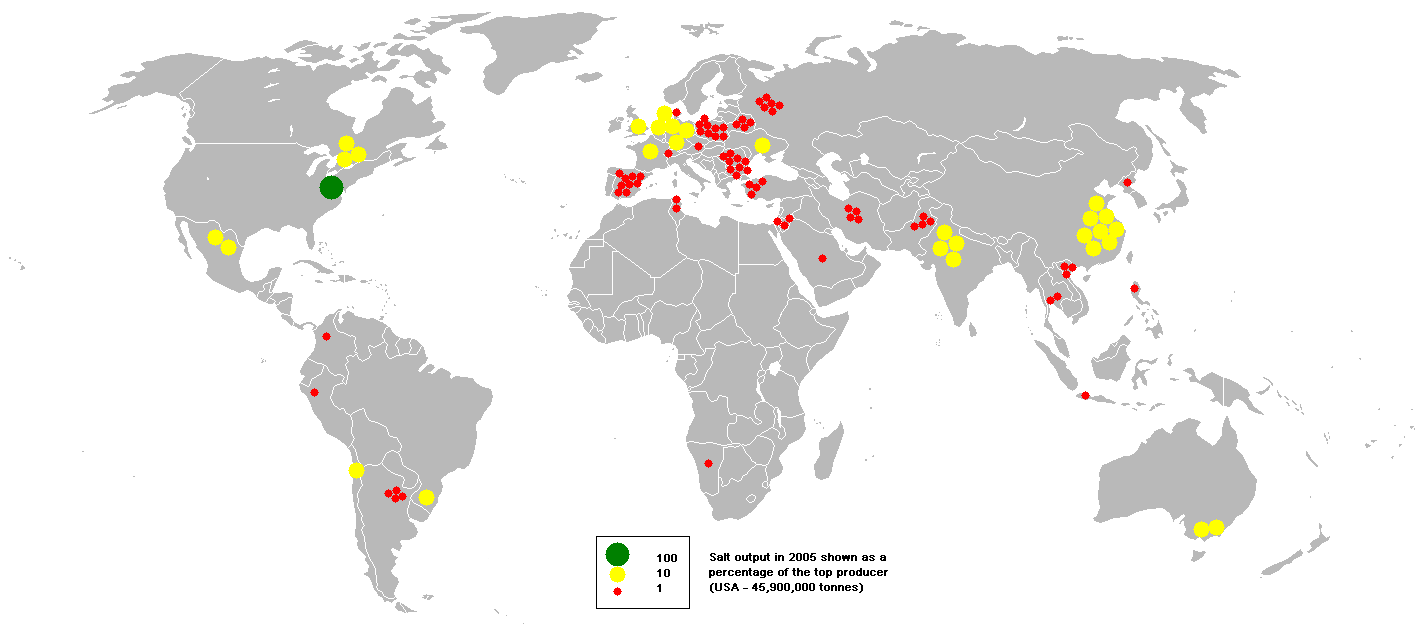
Productores de sal en 2005.

Las fuentes mundiales de sal son prácticamente inagotables. La sal contenida en los océanos es muy grande. En el año 2007 se llegaron a producir en el mundo cerca de un total de 250 millones de toneladas de sal. El mayor productor mundial de sal es China con cerca de 56 millones de toneladas de producción seguido por Estados Unidos (incluyendo Puerto Rico) con cerca de 43,8 millones de toneladas. China es el mayor productor desde hace una década, antes lo era Estados Unidos. En Europa el mayor productor es Alemania con 18 millones de toneladas, España produce 3,9 millones de toneladas de sal. En América del Sur el mayor productor es Brasil con 7 millones de toneladas, seguido de Chile con 6 millones.
Las estimaciones del Departamento de Interior de Estados Unidos muestran que la producción mundial de sal está disminuyendo en lo que va de siglo XXI y que de la misma forma no hay substitutos de la sal a precios razonables.
La producción mundial de sal entre 1986 y 1996 experimentó un incremento de aproximadamente 70 millones de toneladas es decir un aumento del 57,6 %. Estados Unidos, China, Canadá y Alemania concentran el 47 % de la producción mundial. El crecimiento está correlacionado con el crecimiento de la población en el mundo. Aproximadamente la mitad de la producción mundial de sal proviene de las salinas marítimas y el resto de la extracción minera, en algunos países la extracción minera puede suponer casi un 90 % como es el caso de Estados Unidos.
| Principales productores de sal (2019) (millones de toneladas) | Principales productores de sal (2019) (millones de toneladas) |
| ------------------------------------------------------------- | ------------------------------------------------------------- |
| China                                                         | 59,0                                                          |
| Estados Unidos                                                | 42,0                                                          |
| India                                                         | 29,0                                                          |
| Alemania                                                      | 14,3                                                          |
| Australia                                                     | 13,0                                                          |
| Canadá                                                        | 11,0                                                          |
| Chile                                                         | 10,0                                                          |
| México                                                        | 9,0                                                           |
| Brasil                                                        | 7,4                                                           |
| Rusia                                                         | 6,7                                                           |

Fuente

## Alimentación

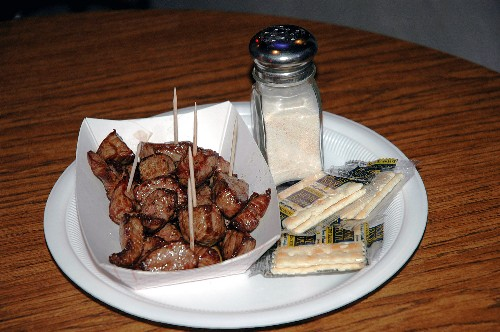
La sal es un potenciador del sabor y por eso es frecuente emplearla como condimento de otros alimentos.

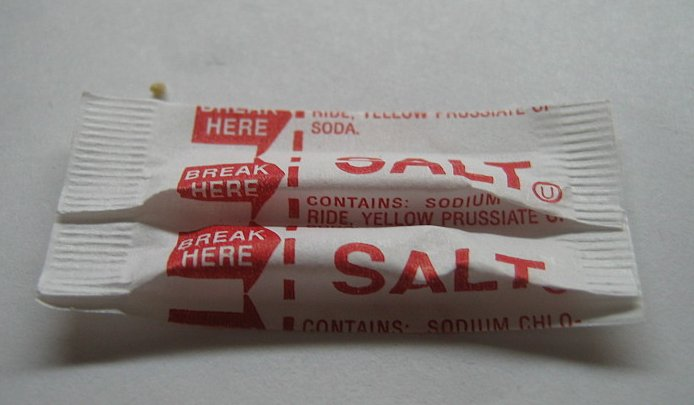
La sal aparece frecuentemente en las mesas de almuerzo contenida en saleros o paquetitos de sal como el de la ilustración.

La sal se puede emplear en la alimentación con dos objetivos diferentes, por un lado su capacidad de realzar ciertos sabores hace que sea un condimento muy habitual, por otro lado su capacidad de conservar alimentos hace que sea adecuado para la elaboración de salazones y encurtidos. El uso de la sal en la alimentación se centra en estas dos actividades. Muchos de los alimentos poseen una etimologías que recuerdan a la sal como uno de los ingredientes base, ejemplos de ello son: las ensaladas, las salchichas (proveniente del latín salsus: ‘en sal’) y las salsas, el salmorejo, etc. El uso de sal en las elaboraciones de ciertos alimentos ha ido descendiendo desde el siglo XVIII, esta afirmación puede comprobarse en los libros de recetas en los que puede verse un uso 'excesivo' de sal para los gustos de hoy en día. El cocinero español Ferran Adrià Acosta elaborara diversos aires salados con aroma a mar en la guarnición de algunos platos.
Se han realizado investigaciones acerca del consumo de sal en los humanos occidentales, y se ha podido comprobar que el 10 % de la sal que se ingiere proviene de forma natural de los alimentos, el 15 % proviene de lo que se añade durante la elaboracción casera de los alimentos y el 75 % proviene de lo que añaden las industrias alimentarias en el procesado de los alimentos. Estos estudios muestran que un británico medio a finales del siglo XX consumía cerca de 10 g de sal (en más detalle 10,7 gramos de sal en un varón y 8 g para las mujeres). Estos datos indican que una dieta baja en sal debe regularse principalmente en la compra de los productos además de reducir su cantidad durante el cocinado.
Está probado que las dietas bajas en sal son pobres en sabores, pudiendo afectar incluso a los aromas.
La sal al ser consumida induce a provocar un mayor apetito por los alimentos, este efecto es aprovechado a veces por la industria de alimentación e incluye a veces un alto contenido de sal en los alimentos con el objeto de que se consuma más. De todas maneras la sal posee ventajas en el procesado de alimentos: resulta barata, potencia sabores, elimina sabores ácidos, extiende la vida de los alimentos, hace que pesen más ya que retiene humedad.
Algunos autores han investigado la preferencia animal por la sal desde un fundamento endocrino
Uno de los sistemas hormonales para la regulación del sodio en el cuerpo es angiotensina, se ha demostrado que esta hormona es capaz de regular la sensación de sed, se sabe que esta hormona puede tener influencia en la preferencia psicológica por la sal. Existen casos investigados en los que un tratamiento hormonal (mediante la adrenomedulina denominada ADM) puede llegar a reducir el apetito por la sal.
El apetito innato de los animales (incluido el hombre) por la sal ha despertado numerosas investigaciones acerca del efecto y preferencias por el sabor salado, parece ser que los recién nacidos no parecen distinguir el sabor salado y no es hasta pasados cuatro meses desde su nacimiento cuando empiezan a distinguirlo.
De la misma manera se sabe la dependencia de la sal disminuye si se disminuye su consumo, este efecto de dependencia dura solo un par de semanas y posteriormente las personas se acostumbran a una dieta baja en sales.
El apetito por la sal puede tener una dependencia climática, por ejemplo, las personas que viven en climas fríos pueden tener en sus gastronomías locales una presencia mayor por los alimentos con fuerte sabor salado.

### Usos como condimento
Es posiblemente el aditivo más antiguo y más usado en alimentación, y uno de los principales pilares de la cocina en casi cualquier cultura del mundo. Desde el punto de vista culinario algunas culturas occidentales creen que el sabor de la sal se suele rebajar con alimentos de sabor dulce. Bajo este aspecto algunos alimentos se sirven en combinaciones dulce-saladas como puede ser algunos snacks a los que se les ha añadido una considerable cantidad de sal. Una de las gastronomías que mejor entienden estas variaciones y mezclas de salado-dulce es la cocina sueca donde existe una palabra especial para denominar este sabor mezcla de ambos: sockersaltad (empleado en la descripción de algunas preparaciones). Incluso el mismo producto se pone en salazón de forma diversa, por ejemplo el caviar posee un contenido de sal mayor si proviene de Rusia que si proviene de Irán. Algunos productos que en teoría no deben ser puestos en salazón para ser conservados, se suelen salar en algunas zonas de la tierra, un ejemplo es la mantequilla que se suele salar en los países de norte de Europa, mientras que en otros lugares permanece elaborado sin sal.
Algunos autores culinarios mencionan que el arte de la cocina, es quizás, el lograr saber con certeza cuando se debe aplicar la sal a los alimentos, en saber la proporción exacta y la sal más aconsejable en función de las circunstancias. En este se encuentran expertos en sal: selmelier. En algunas culturas culinarias como la japonesa se suele poner en sal los alimentos antes de ser cocinados, no solo para condimentar, sino para que puedan preservar su textura durante el cocinado. La utilidad de la sal como uno de los ingredientes en muchas de las salsas (palabra derivada de sal) hace que incluso lleve su nombre como es el caso de la Salt & vinegar (salsa de los populares fish and chips) de la cocina inglesa. En las cocinas asiáticas se tienen ciertos condimentos que hacen de substitutos de la sal como pueden ser: la salsa de soja, la salsa de pescado (garum de los romanos), la salsa de ostras.
También se expende mezclada con otros condimentos y especias, así se tiene la llamada sal de ajo (con ajo molido), sal de cebolla (con cebolla en polvo) o con una mezcla de varias especias y se denomina sal condimentada (en Venezuela a esta última se le conoce con el nombre de adobo).
Otro ingrediente que emplea relativamente cantidades de sal como ingrediente durante su elaboración es algunas variedades de pan. Se emplea como ingrediente en pastelería debido a su efecto reforzante de sabor, sobre todo del dulce y es por esta razón por la que se encuentra en pequeñas dosis en las masas de los pasteles. Es empleado en la industria de los refrescos.

### Usos como conservante
El descubrimiento de la sal como conservante es muy posible que se realizara al azar al observar que un alimento abandonado en salar perduraba más tiempo que uno abandonado al aire. Es muy posible que observaciones de este tipo dieran lugar a la elaboración de salazones de alimentos tales como la carne en salazón y sus subproductos (como puede ser los embutidos, los jamones, salami, etc.). Las salazones permitían llevar alimentos perecederos a lugares lejanos como es el caso del pescado que gracias al salazón se puede consumir en lugares lejanos a la costa donde son pescados. El mercado de salazones ha sido durante la historia de la humanidad un negocio rentable hasta la llegada de los sistemas de refrigeración (véase: Historia de la sal). En el caso de las conservas de verduras se emplean soluciones salinas con la intención de preservar los colores originales de la planta.
Muchos alimentos poseen mucho contenido salino debido a sus tratamientos en forma de salazones con el objeto de hacer curado y este tratamiento da un carácter propio a ciertos alimentos, tal es así el caviar que puede encontrarse en los países eslavos, el bacalao en salazón tan típico de las culturas del atlántico al igual que el arenque, las anchoas, sardinas.
Algunas culturas culinarias como la cocina china tienen salazones basados en huevos como son los huevos en salazón de pato o el popular huevo centenario. En algunos casos llegan a mezclar la sal con diferentes especies para que el curado de los alimentos tenga un sabor final aromático. De la misma forma algunos alimentos se elaboran con grandes cantidades de sal para aumentar su durabilidad y poder prolongar su utilidad como alimento, ejemplos son el jamón (típico de la península ibérica, especialmente en España, y muy popular en otras elaboraciones en culturas de origen celta) y el queso.
Las salazones tienen como misión desecar los alimentos hasta que se cesa la actividad de las bacterias responsables de la descomposición de los alimentos. Los iones de sodio y cloro hacen que las membranas celulares detengan los procesos biológicos, incluido el de putrefacción. Uno de los alimentos que emplea grandes cantidades de sal son las sopas instantáneas o también los dados de caldo (con contenidos de sal que pueden superar el 3 % en peso). Otras sales similares empleadas en la conservación de las carnes desde el siglo XIX son el nitrato de potasio (KNO3) que posee además la propiedad de dar un carácter de color rojo brillante a las fibras de carne, este tipo de conservante se emplea mucho en el jamón. Al nitrato de potasio se le denomina a veces también como "sal nitro".
En el mundo entero es famosa la necesidad de sal para la elaboración del queso. Se trata de un lácteo que posee capacidades de perdurar en el tiempo debido a su concentración salina entre otras propiedades.
La concentración necesaria para conservar el queso es aproximadamente de un 2 % de su propio peso (esta cantidad puede variar según las costumbres y los lugares). En el caso de cocción de verduras, la sal hace más brillante sus colores.

### Usos para medicinales
Suele emplearse en los Spas y balnearios, disuelta en los baños (sales de baño). También se suele emplear para hacer baños de pies caseros. La sal es utilizada para que se desprendan las sanguijuelas adheridas.

## Usos industriales
Aproximadamente el 60 % de la producción mundial se dedica a aplicaciones industriales, principalmente en la elaboración de carbonato sódico sintético (Na2CO3) y cloro, empleados en la industria química. El consumo humano representa tan solo el 25 %.
La demanda mundial de sal para este tipo de procesos ha ido creciendo desde la revolución industrial, en algunos casos el empleo de la sal para generar cloro ha decrecido debido a los temores de generación de dioxinas como subproductos. Se emplea en la preparación de aguas salobres de pecera. Existen ramas de la agricultura que se dedican a medir la biosalinidad (sal existente en los terrenos de cultivo).
En ganadería, la sal se utiliza para suplir a la falta de cloro y sodio en la alimentación de los bóvidos y óvidos, que lamen sal en bloques que se ponen a lo largo de los prados. Se les puede suministrar también mezclada con otros minerales.

### Empleos cotidianos

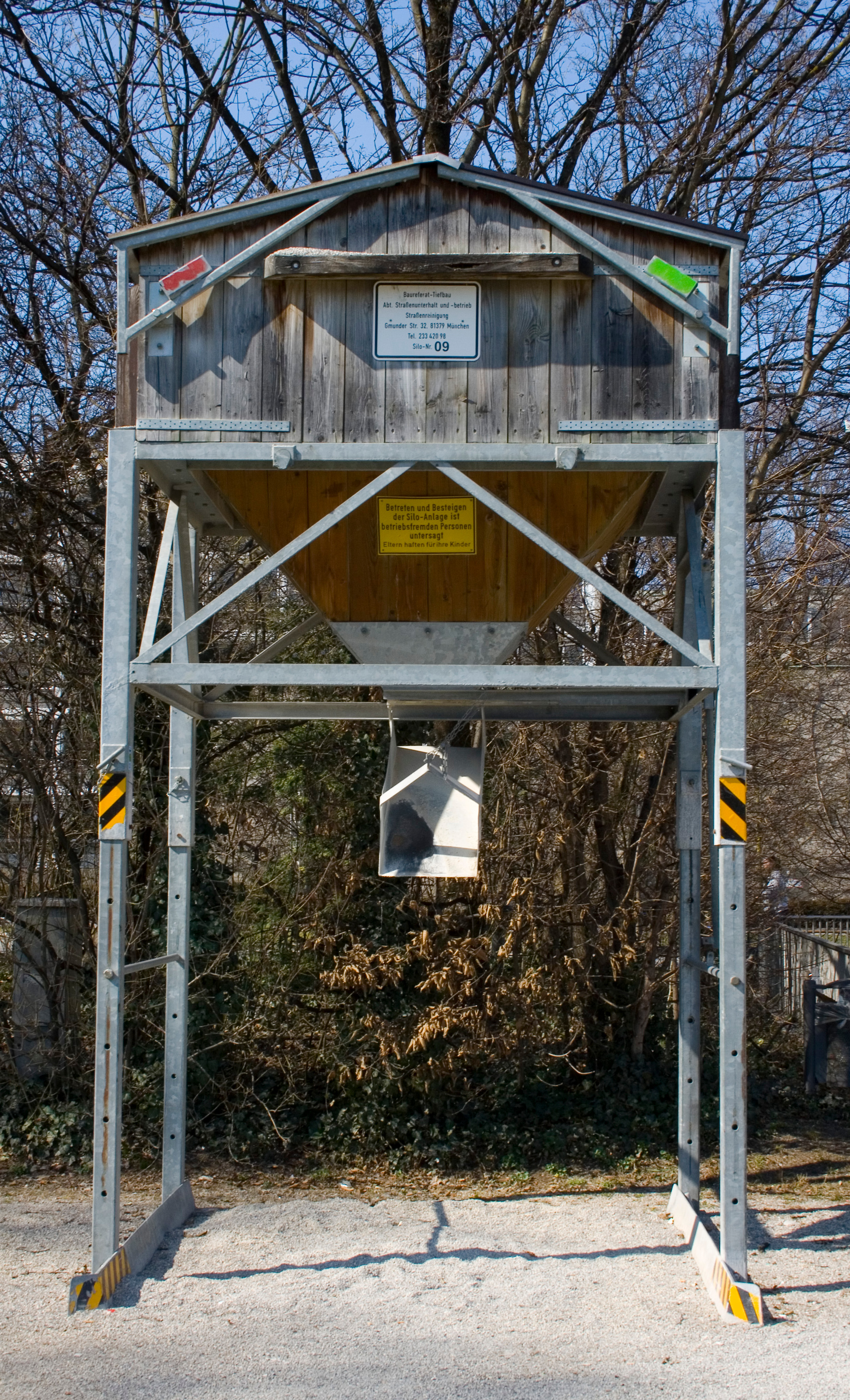
Silo con sal para el invierno, Múnich, Alemania.

La sal se emplea en otros campos diferentes de la alimentación. Uno de los más comunes en los lugares de clima frío es la aplicación en las carreteras, calles y pavimentos para derretir la nieve y evitar la formación de hielo. Esta práctica cambia con frecuencia la salinización del suelo provocando serios trastornos al medioambiente.
En la época de las heladoras antiguas se empleaba la sal como aislante de las condiciones refrigerantes necesarias para hacer comestible el helado durante el mayor tiempo posible. Se emplea a veces como quitamanchas para quitar ciertas manchas de los vestidos, para limpiar la cubertería de cobre, para mantener las brasas de un fuego, en los recipientes quita los olores, restaura esponjas al ser bañadas en salmueras, etc. En la antigüedad llegó a ser común emplear la sal en combinación con otras substancias como una pasta de dientes, algo que actualmente sigue sucediendo con algunas marcas que comercializan dentífricos elaborados sobre la base de ingredientes naturales.
Otra de las aplicaciones de la sal es como descalcificador. Sirve para suavizar el agua y evitar así las incrustaciones de sales minerales en las tuberías y depósitos de agua potable. Se emplea en la industria de elaboración del papel así como del cuero (en los procesos de curtiembre). La sal se emplea en la industria de elaboración de jabones y detergentes. Se emplea extensivamente en la industria ganadera aplicada en la alimentación de ciertas especies como las vacas, los cerdos, los caballos, etc. Se emplea a veces en la elaboración de salmueras anticongelantes. La sal se utiliza desde los años 1980 en el sistema ecológico de cloración salina del agua por electrólisis, permitiendo desinfectar y mantener la limpieza del agua de las piscinas sin añadir cloro. En decoración de interiores, existen lámparas elaboradas con sal.
En los años veinte, la compañía estadounidense Diamond Crystal Salt Company de Míchigan publicó un folleto en el que describía casi cien posibles empleos de la sal.

### Industria química
La sal es una fuente de cloro que proporciona a la industria química este elemento en grandes cantidades, un ejemplo es su empleo en la elaboración del plástico denominado PVC (policloruro de vinilo).
Se emplea también como aditivo en la formación de ciertas cerámicas.
La industria química emplea la sal en la elaboración de otras sales derivadas como puede ser el hipoclorito cálcico (Ca(ClO)2), dióxido de cloro (ClO2), clorato sódico (NaClO3), fluorsilicato sódico (Na2SiF6), hipoclorito sódico (NaClO), perclorato sódico (NaClO4•H2O).
La sal es uno de los compuestos más empleados en la obtención de cloro gaseoso y sodio metálico.
En la industria farmacéutica se emplea en la elaboración de infusiones, drogas y sueros clínicos.
Es frecuente emplearla en la electrólisis en los denominados puentes de sal.
En la industria textil se emplea a veces como mordiente.

## Usos rituales
Los usos rituales que involucran la sal son muy comunes en muchas culturas, es cierto que la mayoría de los casos el uso de la sal está relacionado en estos rituales con la idea de "pureza" o de "desinfección" o de "barrera contra el mal". Su protagonismo a lo largo de la historia le ha conferido un carácter casi sagrado y cargado de simbolismo (la mujer de Lot se convirtió en "estatua de sal"). Por regla general los espíritus malignos de las diferentes culturas de la tierra "odian" la sal, en Japón se rocía con sal el escenario del teatro antes de comenzar la actuación para evitar las malas acciones de los espíritus. De la misma forma los judíos  creen que la sal les protege del ojo del diablo. En algunas ocasiones se ha puesto sal en la lengua de los recién nacidos antes del bautismo para protegerles (el libro de Ezequías menciona este aspecto). La sal participa en la misa tridentina (ritual de la misa del rito romano de la Iglesia católica). En Escocia la sal forma parte de algunos ritos funerarios.
Se suele emplear en una rama de la videncia que emplea sal y que se denomina halomancia.
Este asentamiento fue canalizando el mercado de sal de la zona en los años posteriores.
En ciertas culturas asiáticas como la japonesa se suele emplear la sal en los rituales de purificación de personas y de lugares, así se puede comprobar en la práctica del sintoísmo. Este detalle de purificación se puede ver en los practicantes del deporte de contacto denominado sumo, donde los contendientes emplean la sal como purificación y expulsión de los malos espíritus antes de la lucha. Muchas de las aplicaciones rituales pueden provenir de la alquimia donde tenía un símbolo especial: un círculo con un diámetro que lo recorría.

## Salud

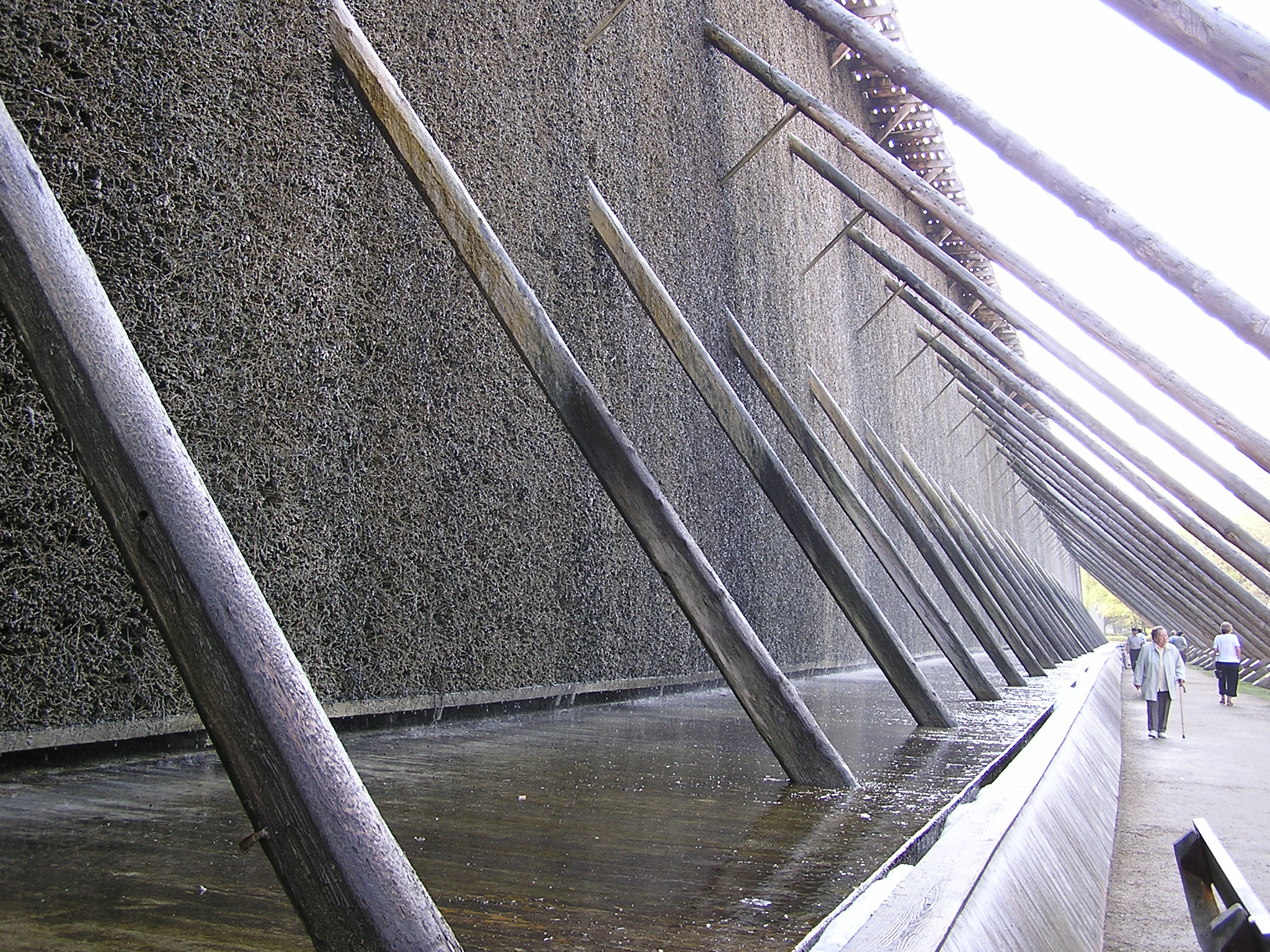
Baños salinos en Bad Nauheim (Alemania), es muy típico pasear en torno a unas ramas salinas que gotean agua salina.

Si bien es importante consumir sal, pues sin ella se perturba el delicado equilibrio del agua en el organismo al desarrollarse trastornos como la hiponatremia, desde comienzos del siglo XX se ha intentado reducir los contenidos de sal que debe consumir una persona en un día, el problema radica en que los niveles mínimos considerados ya se sobrepasan con facilidad sin verter sal a la comida. Se sabe que casi el 75 % de los alimentos procesados ya contiene sal en ellos, esto hace que sea difícil reducir la cantidad diaria de sal sin la participación y sensibilización de la industria alimentaria así como de los consumidores.

### Necesidad de sal en la vida

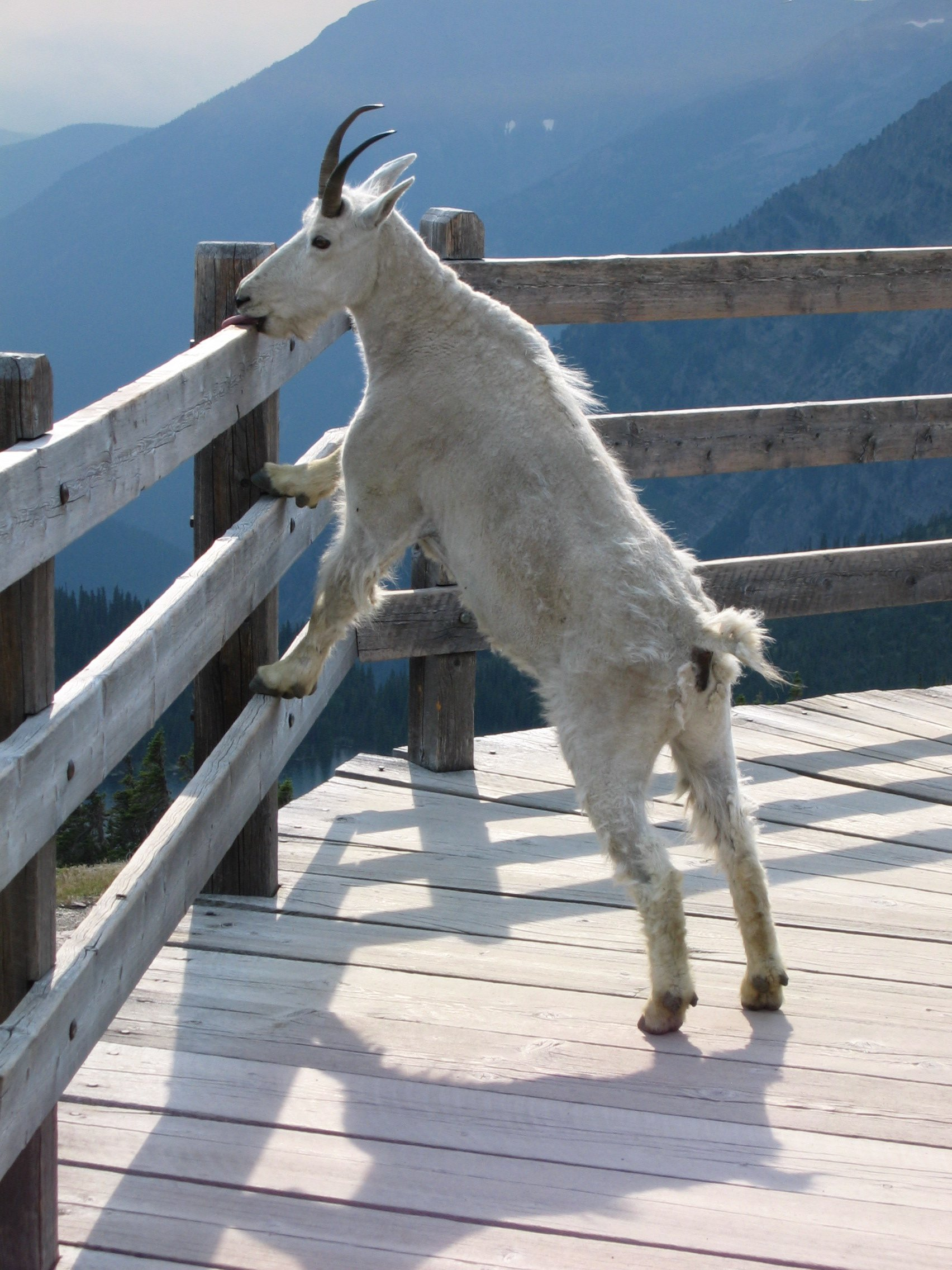
Los animales herbívoros poseen una mayor necesidad de consumir sal comparado con los carnívoros.

En 1684 el químico Robert Boyle fue el primer científico en definir el "sabor salado" en algunos fluidos corporales tales como la sangre, el sudor o incluso las lágrimas. Determinó la concentración de sal evaporando las muestras y comprobando que había cristales de sal en las cenizas. Casi un siglo después H. M. Rouelle en 1776 aísla unos cristales de urea en la orina. El químico J. Berzelius muestra que la sal se concentra en ciertas partes del cuerpo como las cavidades abdominales, en torno los pulmones, corazón y cerebro. El sodio es el sexto elemento más abundante en la tierra, se puede decir que debido a su extremada reactividad es muy raro que se pueda encontrar en estado puro (reacciona muy violentamente con el agua). Esta abundancia permite que sea un elemento vital en el desarrollo de ciertas reacciones químicas biológicas que dan soporte a la vida, es conocido el efecto favorable de las soluciones salinas en la disolución de nutrientes. A la disolución de sal en los fluidos de un ser vivo se denomina salinidad, mientras que a su tolerancia máxima halotolerancia.

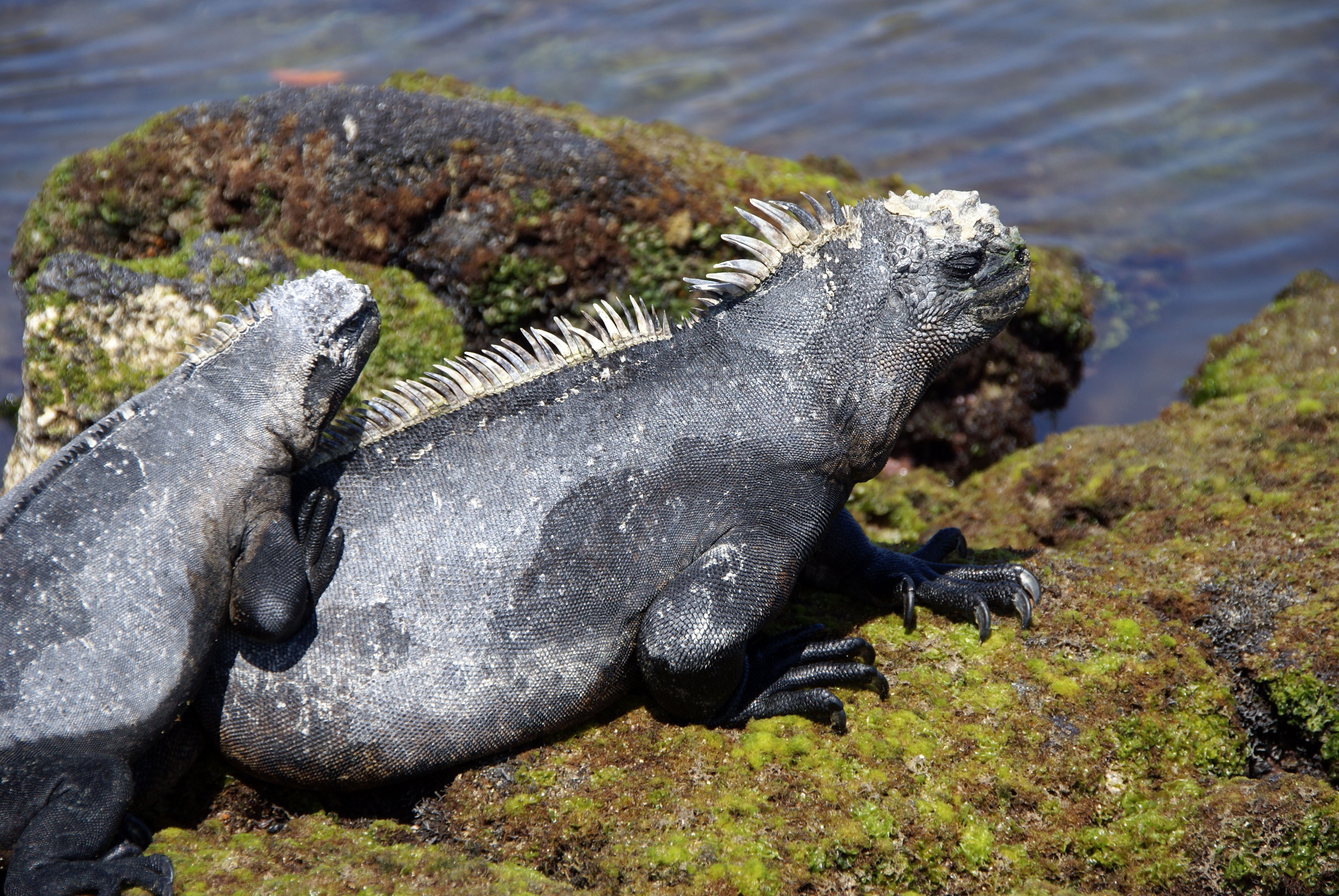
Debido a su dieta basada en algas marinas, las iguanas marinas tienen la capacidad de estornudar el exceso de sal por unas glándulas especiales.

En el siglo XX el botánico Bunge hizo la observación de que los animales carnívoros apenas tienen necesidad de consumir sal, mientras que los herbívoros sí tenían esa necesidad.
Bunge pudo hacer esta observación tras los múltiples viajes que hizo alrededor de todo el mundo, comprobando que los herbívoros excretan entre tres a cuatro veces más sal que los carnívoros. De la misma forma entre sus estudios sobre la sal pudo observar que las ratas hembras consumían más sal durante los periodos de reproducción.
Estas observaciones permitieron definir a los animales como seres «hambrientos de sal». En algunos casos se ha encontrado que la coprofagia de algunas especies es una necesidad de ingerir sal, como es el caso de los monos que ingieren las heces de los caballos por su contenido salino. La tendencia de algunos organismos a ingerir sal se denomina halofilia. Algunas bacterias han mostrado una gran resistencia a vivir en ambientes de alto índice salino y por eso en biología se ha creado una categoría para ellas: halobacterias.
El cuerpo mantiene una homeostasis de concentración de sal en ciertos fluidos mediante actividades de osmorregulación (gracias a los canales de sodio de algunas células). De esta forma cuando la ingesta de sal es deficitaria, o la concentración de sodio en fluidos es inferior a 140 milimol por litro de plasma sanguíneo el cerebro manda señales de emergencia a los riñones para que disminuya la excreción mediante orina. La operación de regulación de la concentración de sal en los fluidos se hace mediante la hormona antidiurética (ADH) así como por la aldosterona (que controla la cantidad de sodio en la sangre). Es frecuente que cuando se cesa (o se disminuye) el consumo de sal, el cuerpo tiende a eliminar líquidos con el objeto de restablecer la concentración salina en los fluidos corporales y este efecto puede acabar en una deshidratación inducida, es por esta razón por la que las personas que están expuestas a ambientes calurosos (como puede ser la travesía de un desierto) ingieren pequeñas cantidades de sal para evitar una sudoración excesiva.
Existen, no obstante, otras fuentes de sodio que pueden suplir a la sal en la alimentación humana, como puede ser las levaduras químicas, el glutamato monosódico, el bicarbonato de sodio, etc. A veces algunos alimentos aportan sodio a nuestras dietas como puede ser el caso de la leche.

### Dosis diarias de sal
En la dieta común actual globalizada los alimentos ya tienen de por sí suficiente sal (ej.: en los patés, los chips, patatas fritas etc.) por lo que es usual abusar de ella ingiriendo en ocasiones más de 5 g diarios, cuando lo recomendable es la cantidad de alcance 2 o 3 g/día, solo en momentos de mucha deshidratación debida a la transpiración y la diuresis como puede ocurrir en jornadas muy cálidas (igual o más de 30 °C) o tras ejercicios intensos en los cuales por transpiración se pueden perder muchos catabolitos de sodio puede ser recomendable una ingesta de sal que sobrepase los 6 g; aunque en prácticamente todos los casos el consumo de sal es contraindicado para la gente con hipertensión o con deficiencias renales. Los regímenes médicos suelen incluir alimentos pobres en sal y las personas vegetarianas suelen tener un escaso consumo de ella.
El problema es que la sola ingesta de ciertos alimentos ya sobrepasa la cantidad mínima necesaria diaria sin que sean condimentados con sal a propósito. Otra enfermedad relacionada con el consumo de sal es la cistitis fibrosa.
Los consumidores de carne roja ya ingieren la cantidad mínima de sal requerida a diario ya que la carne suele contener sales entre las fibras. Es por esta razón por la que los animales carnívoros ya sobrepasan con su dieta la dosis mínima de sal requerida. La solución salina requerida para la elaboración y preservación de ciertos alimentos depende de su naturaleza; por ejemplo, en el queso y la mantequilla se usa cerca de un 2 % de su peso en sal, en la carne se emplea un 6 % y en el pescado se llega hasta un 20 %. El uso de la sal en salazones tiene como misión la de desecar el alimento hasta que las bacterias responsables de la putrefacción cesan o disminuyen su actividad, lo que se traduce en una mayor vida del alimento. La sal se emplea en ciertas comunidades como la judía en el desecado de carnes, para ello existe una ley denominada kashrut que no permite que un alimento cárnico se cure con su propia sangre (la misma sangre no está permitida como alimento), para ello se emplea como desecante la sal kosher.

### Beneficios
El elemento necesario en la sal es el sodio, muy útil en el mantenimiento de la presión de la sangre y de los fluidos extracelulares. La carencia de sal es una deficiencia muy rara en la actualidad ya que la sal en los alimentos es casi omnipresente, por regla general lleva a la presencia de otros problemas de salud que afectan a la absorción de sodio en el estómago. La sal que contiene un adulto se puede transformar en aproximadamente un cuarto de kilo. Hasta mediados del siglo XX era muy laborioso medir de forma casi instantánea la concentración de sodio en los fluidos corporales, la aparición de nueva instrumentación hizo que fuese posible hacer un análisis en relativamente poco tiempo (cinco minutos).
Uno de los tests más conocidos para averiguar la concentración de sal en la sangre es el test de Fantus.

### Consumos perjudiciales
La ausencia total de sal en la dieta es perjudicial para la salud; es necesaria una pequeña dosis de sal para mantener ciertas actividades del organismo como la respiración y la digestión. La deficiencia de sal genera en el organismo una deficiencia de sodio denominada hiponatremia. La deficiencia de sodio hace que el paciente tenga síntomas de apatía, debilidad, desvanecimiento, anorexia, baja presión arterial, colapso circulatorio, estado de choque y, finalmente, la muerte.
El médico William Osler hizo observaciones en enfermos de cólera acerca de los efectos fisiológicos en la deficiencia de sal. Algunos autores han investigado la deficiencia de sodio en los hombres, sobre todo en los soldados durante la Segunda Guerra Mundial
Es sabido que la sal en contacto con la piel puede causar irritaciones y calentándola a altas temperaturas puede causar vapores que irritan los ojos. A muy altas temperaturas se oxida emitiendo un gas tóxico, dióxido de sodio (NaO2). Consumido en grandes cantidades causa irritación del estómago.
El consumo de altas cantidades de sodio no siempre está relacionado con el consumo de sal, por ejemplo en algunos países se emplea glutamato monosódico como saborizante y genera excesos peligrosos de sodio en el cuerpo (véase: Síndrome de restaurante chino).
Algunas de los consumos excesivos fueron estudiados en campos de concentración como el de Dachau durante la Alemania nazi. Los experimentos empezaron en agosto de 1944 y continuaron dos meses después. Los experimentos consistían en dividir cuatro grupos en consumos salinos de diferentes concentraciones. El objeto del experimento era determinar los efectos sobre el metabolismo humano. Se pudo determinar que la muerte se producía a los 12 días, pudiendo demostrar que es mejor para la supervivencia ingerir pequeñas cantidades de agua marina antes que no consumir agua.
Existe la creencia de que la sal engorda, aunque no es cierto en absoluto pues la sal no aporta calorías. Sin embargo, es cierto que con un exceso de sal aumenta la osmolaridad de la sangre y provoca sed, por lo cual se bebe agua para restablecer el equilibrio salino del cuerpo. Al acumular agua, el cuerpo aumenta su peso. Algunas organizaciones médicas consideran letales la ingestión oral de concentraciones cercanas a los 12 357 mg por kg de peso corporal (esto hace que una persona de 50 kg de peso pueda ser intoxicada si ingiere de una vez aproximadamente 600 g de sal). Un consumo por debajo de la dosis descrita como mínima produce una disminución de peso, reduce la emisión de jugos gástricos, afecta a la composición del sudor (disminuye su salinidad) y aumenta la concentración de potasio en ciertos fluidos corporales como la saliva.
En el año 1994 el COMA (Committee on Medical Aspects of Food and Nutrition Policy, el Comité para la Vigilancia de Aspectos Nutricionales de los Alimentos) recomendó reducir la dosis diaria de la población mundial de sal a 6 g. En su informe menciona los efectos dañinos e impactos que posee la ingesta excesiva de sal sobre la aparición de enfermedades cardiovasculares. Esta recomendación se fundamenta en la evidencia existente en la actualidad sobre el consumo de sal y la aparición de hipertensión. En 2003 el SACN (Scientific Advisory Committee on Nutrition: Comité Consejero de Nutrición) en su informe sobre "sal y salud" revisa los datos COMA y considera todavía válidos desde un punto de vista nutricional los números calculados en 1994.
Algunos estudios clínicos realizados en ciertos países asiáticos han mostrado la aparición de cánceres en el sistema digestivo, siendo el más acusado el cáncer de estómago. Algunas patologías como la enfermedad de Ménière pueden tener su causa un consumo exacerbado de sal en los alimentos. Mientras que el consumo de sal puede ser parte del objetivo patológico del desorden alimenticio de la enfermedad de pica.
Debido al aumento de la osmolaridad sanguínea, el consumo de sal puede ser perjudicial para personas con trastornos como pielonefritis o insuficiencia renal.[cita requerida]

## Impacto ambiental
El uso de sal en el deshielo de carreteras y calles de ciudades cuando hay nevadas se emplea debido a que reduce el punto de congelación hasta –15 °C, lo que hace que se evite la formación de hielo con el consiguiente riesgo de accidentes. Esta práctica se va eliminando poco a poco ya que causa problemas ambientales serios cambiando las propiedades químicas de los suelos de cultivo.

## Tipos de sal

La composición de la sal marina es el fundamento de la mayoría de la sal que existe en el mercado.

Existen diversos tipos de sal en función de diferentes parámetros como puede ser: la procedencia geográfica, el origen (sal de marina o de mina de sal), el tratamiento proporcionado antes de ser ofrecida al consumidor y los aditivos que posea (artificiales o naturales). Todos estos tipos de sal obedecen fundamentalmente a gustos locales y hacen que sean empleadas de formas diferentes según sea el tipo. Los tipos pueden ser descritos en función de su elaboración (evaporada, marina, minera), de su contenido en oligoelementos (magnesio, calcio, etc), de los aditivos empleados (especias, sabores, etc.), de su textura (gruesa, suave como un copo de nieve, etc.), etc.

### Sal refinada
El proceso de refinado proporciona unos granos de sal de color blanco que suele atraer más al consumidor medio, se puede decir que consta de casi de una proporción pura de NaCl (99,9 %), este proceso se hace a expensas de la calidad final del alimento. Para obtener este efecto se suele añadir agentes antiaglomerantes o yodo así como ciertos compuestos de flúor. La sal refinada se emplea fundamentalmente en la alimentación humana. A la sal refinada se le añaden antiaglomerantes para evitar la formación de "grumos" durante su almacenado, los antiaglomerantes más habituales son los fosfatos, así como los carbonatos de calcio o de magnesio. La sal refinada se suele embalar en paquetes de 1000 g o 500 g listos para ser distribuidos en supermercados (es un producto típico en las tiendas de ultramarinos). Las sales "no refinadas" se denominan sel gris (sal gris) debido al color grisáceo que presentan, se caracterizan por ofrecer sabores más ocres al paladar (a veces deseables en la elaboración de ciertos alimentos).

### Sal de mesa
La sal de mesa posee un grado de refinamiento menor pudiendo llegar a una concentración de 95 % de peso en cloruro sódico. Este tipo de sal es empleado fundamentalmente en alimentación y se suele encontrar generalmente en los saleros que hay en las mesas de comidas (de ahí su denominación: sal de mesa), suele acompañarse con dispensadores en forma de salero que llevan pimienta negra. Una de las compañías que empezaron a ofrecer sal de mesa a mediados del siglo XX fue Morton en Estados Unidos en un formato muy habitual hoy en día, esta compañía puso un eslogan en sus paquetes que perdura hoy en día: una niña bajo un paraguas porta un saco de sal que se abre por un costado y deja caer como un reguero la sal, un cartel reza: “When it rains it pours” (cuando llueve diluvia). Dicho eslogan ofrecía al público la posibilidad de emplear por primera vez una sal cristalina homogénea que no se agrupaba (hacer grumos) en ambientes húmedos.
La sal de mesa desde siempre ha sido una sal que ha poseído antiaglutinantes (al igual que la sal refinada), para que pueda fluir mejor en los saleros y poder ser vertida desde los orificios del mismo. Algunos remedios caseros permiten poner granos de arroz dentro del salero para que pueda verterse mejor y absorba la humedad.
La sal de mesa tiene una densidad de partícula de 2,165 g/cm³, y una densidad aparente de 1,154 g/cm³.

### Variantes

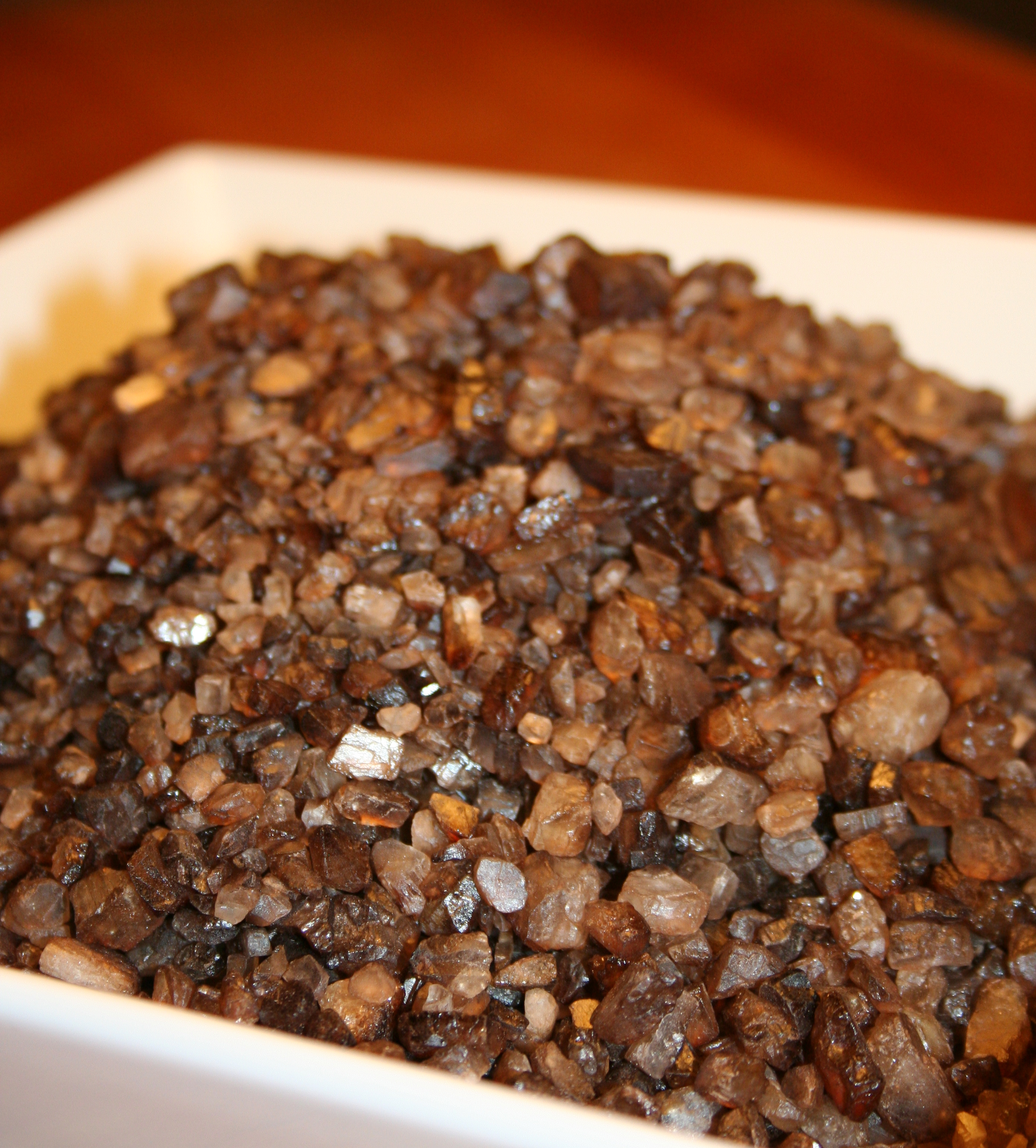
Sal ahumada proporciona un aroma único en algunos alimentos.

Existen diferentes denominaciones de sal a lo largo de todo el mundo, y las diferencias de sabores que proporcionan estas sales se puede deber a la presencia local de ciertos oligoelementos que le proporcionan un sabor característico. En otras ocasiones la forma de recolección permite modificar la textura de las sales y hacerlas más atractivas al consumidor. Sea como sea, existen diversas variedades como son:
- Sal 79 Au: Son cristales de Flor de sal natural pura y valiosa con Oro de 24 quilates su textura es blanda todo un lujo consumir platos elaborados con oro le confiere al comensal un estatus de privilegio de glamur, es considerada la sal exclusiva del mundo.
- Sal de mar: es la sal extraída del agua marina "integral" en salinas mediante evaporación. la sal marina tiene un 86 % de cloruro sódico (NaCl) y trazas de oligoelementos como calcio, cloruro de magnesio, potasio, yodo y manganeso.
- Flor de sal: se origina en las salinas en los primeros momentos de concentración de la sal, siendo cristales finos que flotan en placas sobre la superficie del agua. No es refinada y tiene por lo tanto más proporción de yodo natural y oligoelementos. Su producción es muy escasa y apreciada. Suele ser de mayor valor que otras sales debido a que se recoge de manera artesanal.
- Sal maldon: producida en Inglaterra, se produce mediante cocción del agua de mar. Es de gran pureza y aparece como placas finas en su estado natural.
- Sal guerande: sal marina de la Bretaña francesa. Es una sal artesanal y sin refinar, de color gris y tamaño medio. Muy rica en oligoelementos.
- Sal negra: sal poco refinada producida en la India (existe igualmente la sal gris). la sal negra de Hawái es sal común coloreada artificialmente con carbón vegetal.
- Sal ahumada: es una sal empleada como condimento debido a que tiene un fuerte olor a ahumado. Esta sal se emplea fundamentalmente en la cocina para dar al mismo tiempo sabor salado y un olor a humado, es por esta razón que se emplea también como una especia. Es un ingrediente muy habitual en los platos de la cocina de Gales, Dinamarca y Corea.
- Sal glutamato monosódica: se extraía de algas y trigo. Realza el sabor de los alimentos.
- Sal kosher: es una sal pura (sin añadidos químicos) que es empleada tradicionalmente por los judíos para la salazón de algunos alimentos kosher (es decir permitidos por la tradición judía). Suele emplearse en cocina por la facilidad de ser dispensada a mano.
- Sal de apio: es una sal empleada como condimento de alimentos y platos. Se elabora con una mezcla de sal y semillas de apio trituradas (en ciertas ocasiones se le añade también ajo seco molido).
- Gomashio: una mezcla de sal y semillas de sésamo muy típica de la cocina japonesa.
- Halen Môn: sal marina 100 % natural de las costas de Gales.
- Halita: sal gema o sal de roca.
- Himalayen: sal de tonos rosados que se presenta en grandes rocas (generalmente para ser pulverizadas con un molino), sal mineral originaria de las montañas del Himalaya.
- Flor de Sal del Trench: flor de sal originaria de las salinas del sur de Mallorca.
- Camarga: de las salinas de las Bouches Du Rhône.
- Herbamare: mezcla de varios tipos de sal con hierbas aromáticas y especias que quelan la sal y la desactivan mejorando su asimilación.
- Sal Mortón: sal baja en sodio, es una mezcla de sal común (NaCl) con cloruro de potasio (KCl). Morton es una marca comercial pionera en convertir la sal en un alimento funcional mediante la adición de yodo. También se le conoce como sal ligera o sal de dieta por su menor contenido de sodio.
- Sal yodada: es una mezcla de sal común (NaCl) con yoduro de sodio (NaI).

## Simbolismos y creencias
Uno de los mayores investigadores del simbolismo de la sal en las diferentes culturas fue el psicólogo galés Ernest Jones, amigo de Sigmund Freud, que en 1912 escribió un ensayo acerca de la obsesión humana por la sal. Realizó un estudio acerca de la asociación existente entre la sal y la fertilidad. Expone muchas razones por las que aparece unida a las celebraciones religiosas y mágicas. Como ejemplo de fertilidad cabe mencionar que en el Imperio romano a los hombres enamorados se les denominaba salax ("en estado salado"), lo que da origen a la palabra inglesa salacious. En los Pirineos se suele poner sal en los bolsillos de los novios para evitar la disfunción eréctil. En algunas partes de Alemania los zapatos de la novia se rocían con sal para activar la función reproductora.
Durante la Edad Media en Francia, al igual que en China, se creía que una mujer menstruante detenía los procesos de fermentación.[cita requerida] Es por esta razón por la que en francés a la mujer menstruante se la denomina en salaison (curada en sal).[cita requerida] Se tenía la creencia de que la presencia de una mujer menstruante en un cuarto con alimentos en fermentación era suficiente como para poder detener la fermentación.[cita requerida]
En el hinduismo, Dhanuantari —avatar del dios Vishnú— está muy relacionado con la sal, ya que habría sido quien descubrió sus propiedades conservantes.
Las ofrendas solían hacerse con sal, razón por la cual en el Levítico del Antiguo Testamento se dice: "Y sazonarás con sal toda ofrenda que presentes, y no harás que falte jamás de tu ofrenda la sal del pacto de tu Dios; en toda ofrenda tuya ofrecerás sal". En el Nuevo Testamento, En Mateo 5:13 Jesús es quien nos dice " S. Mateo 5:13
[13]Vosotros sois la sal de la tierra; pero si la sal se desvaneciere, ¿con qué será salada? No sirve más para nada, sino para ser echada fuera y hollada por los hombres."
En el movimiento rastafari, las normas dietéticas sobre los alimentos denominados ital evitan el uso de la sal.
En las culturas eslavas, como la rusa, se ofrecía sal junto al pan (véase pan y sal), como un gesto de hospitalidad.
Existe una superstición en la que se cree que arrojar sal al suelo atrae mala suerte.